# Torneo Clausura 2024 (México)
El Torneo Clausura 2024 fue la centésima undécima edición del campeonato de liga de la Primera División del fútbol mexicano; se trató del 56.° torneo corto, luego del cambio en el formato de competencia, con el que cerró la temporada 2023-2024.
El campeón de este torneo fue el América, líder general de la competencia, tras vencer al sublíder Cruz Azul, con global de 2-1; el bicampeonato de liga produjo una serie de hitos significativos. Este fue el primer bicampeonato en torneos cortos para la institución americanista (lo hizo por última vez en 1987-88 y 1988-89); esto lo convirtió en el cuarto club en el fútbol mexicano en lograrlo bajo el formato de torneos cortos, junto a Pumas, León y Atlas. El América se convirtió en el segundo club bicampeón del fútbol mexicano que lo consiguió bajo los formatos de torneos largos y torneos cortos (registra previamente en su historia un tetracampeonato, un tricampeonato y un bicampeonato), junto al León. Además concretó el bicampeonato siendo líder general de ambos torneos, logro no alcanzado por sus antecesores de certámenes cortos, y solo realizado por el Cruz Azul en la década de los setenta.
El equipo azulcrema se adjudicó automáticamente el Campeón de Campeones 2023-24 por su bicampeonato, convirtiéndose en el segundo club en el fútbol mexicano en lograrlo bajo el formato de torneos cortos, junto al Atlas (primer club que lo logró de forma automática en el Campeón de Campeones 2021-22).
Por ende, el América se tuvo que enfrentar a los Tigres (anteriores ganadores del Campeón de Campeones) en la Supercopa de la Liga MX 2024, que se realizó por segunda vez.

## Cambios
- El Estadio Azteca sería sometido a una remodelación de cara a la Copa Mundial de Fútbol de 2026. Por este motivo los clubes América y Cruz Azul deberán cambiar su sede de manera temporal al Estadio de la Ciudad de los Deportes, también localizado en la capital del país.[13][14] Sin embargo, al final Emilio Azcárraga Jean, el propietario de las águilas confirmó que la renovación del inmueble empezará hasta mayo.[15]Por lo que el club azulcrema podrá disputar sus encuentros de este torneo como locales en el Coloso de Santa Úrsula previo a su mudanza temporal.[16][17]

## Sistema de competición
El torneo de la Liga BBVA MX, está conformado en dos partes:
- Fase de calificación: Se integra por las 17 jornadas del torneo.
- Fase final: Se integra por los partidos de play in, cuartos de final, semifinal y final.

### Fase de clasificación
En la fase de clasificación se observa el sistema de puntos. La ubicación en la tabla general está sujeta a las siguientes condiciones:
- Por juego ganado se obtendrán tres puntos.
- Por juego empatado se obtendrá un punto.
- Por juego perdido no se otorgan puntos.

En esta fase participan los 18 clubes de la Liga BBVA MX jugando en cada torneo todos contra todos durante las 17 jornadas respectivas, a un solo partido.
El orden de los clubes al final de la fase de calificación del torneo corresponderá a la suma de los puntos obtenidos por cada uno de ellos y se presentará en forma descendente. Si al finalizar las 17 jornadas del torneo, dos o más clubes estuviesen empatados en puntos, su posición en la tabla general será determinada atendiendo a los siguientes criterios de desempate:
1. Mejor diferencia entre los goles anotados y recibidos.
2. Mayor número de goles anotados.
3. Marcadores particulares entre los clubes empatados.
4. Mayor número de goles anotados como visitante.
5. Mejor ubicado en la tabla general de cociente
6. Tabla Fair Play
7. Sorteo.

Para determinar los lugares que ocuparán los clubes que participen en la fase final del torneo se tomará como base la tabla general de clasificación.
Participan automáticamente por el título de Campeón de la Liga BBVA MX, los 10 primeros clubes de la tabla general de clasificación al término de las 17 jornadas.

### Fase final
Previo a la ronda de cuartos de final, habrá una fase clasificatoria, llamada Play-In en la que participarán los clubes ubicados entre las posiciones 7 y 10 de la tabla general. Los equipos ubicados en el séptimo y octavo lugar jugarán entre ellos para determinar un clasificado a cuartos de final; mientras que el perdedor de esa serie jugará contra el ganador del encuentro entre el noveno y décimo clasificado para determinar al octavo participante de la siguiente fase.
Los ocho clubes calificados para cuartos de final serán reubicados de acuerdo con el lugar que ocupen en la tabla general al término de la jornada 17, con el puesto del número uno al club mejor clasificado, y así hasta el número ocho. Los partidos a partir de esta fase se desarrollarán a visita recíproca, en las siguientes etapas:
Los clubes vencedores en los partidos de cuartos de final y semifinal serán aquellos que en los dos juegos anoten el mayor número de goles. De existir empate en el número de goles anotados, el club con mejor posición en la tabla general de clasificación avanza al siguiente ronda. 
Los partidos correspondientes a las fases de visita recíproca se jugarán obligatoriamente los días miércoles y sábado, y jueves y domingo eligiendo, en su caso, exclusivamente en forma descendente, los cuatro clubes mejor clasificados en la tabla general al término de la jornada 17, el día y horario de su partido como local. Los siguientes cuatro clubes podrán elegir únicamente el horario.
El club vencedor de la final y por lo tanto campeón, será aquel que en los dos partidos anote el mayor número de goles. Si al término del tiempo reglamentario el partido está empatado, se agregarán dos tiempos extras de 15 minutos cada uno. De persistir el empate en estos periodos, se procederá a lanzar tiros penales hasta que resulte un vencedor.
Los partidos de cuartos de final se jugarán de la siguiente manera:
1.º vs 8.º

2.º vs 7.º

3.º vs 6.º

4.º vs 5.º
En las semifinales participarán los cuatro clubes vencedores de cuartos de final, reubicándolos del uno al cuatro, de acuerdo a su mejor posición en la Tabla general de clasificación al término de la jornada 17 del torneo correspondiente, enfrentándose:
1.º vs 4.º

2.º vs 3.º
Disputarán el título de campeón del Torneo de Clausura 2024, los dos clubes vencedores de la fase semifinal correspondiente, reubicándolos del uno al dos, de acuerdo a su mejor posición en la tabla general de clasificación al término de la jornada 17 de cada torneo.

## Equipos participantes

### Información de los equipos participantes
| Equipo               | Entrenador           | Ciudad                           | Estadio                | Capacidad | Fundación       | Patrocinador       | Kit         |
| -------------------- | -------------------- | -------------------------------- | ---------------------- | --------- | --------------- | ------------------ | ----------- |
| América              | André Jardine        | Ciudad de México                 | Azteca                 | 87 000    | 1916 (108 años) | AT&T               | Nike        |
| Atlas                | Beñat San José       | Guadalajara, Jalisco             | Jalisco                | 56 713    | 1916 (108 años) | Caliente           | Charly      |
| Atlético de San Luis | Gustavo Leal         | San Luis Potosí, San Luis Potosí | Alfonso Lastras        | 30 000    | 2013 (11 años)  | Canel's            | Sporelli    |
| Cruz Azul            | Martín Anselmi       | Ciudad de México                 | Ciudad de los Deportes | 34 253    | 1927 (97 años)  | Cemento Cruz Azul  | Pirma       |
| Guadalajara          | Fernando Gago        | Zapopan, Jalisco                 | Akron                  | 49 850    | 1906 (119 años) | Caliente           | Puma        |
| Juárez               | Maurício Barbieri    | Ciudad Juárez, Chihuahua         | Olímpico Benito Juárez | 19 703    | 2015 (9 años)   | Betcris            | Sporelli    |
| León                 | Jorge Bava           | León de los Aldama, Guanajuato   | León                   | 31 297    | 1943 (81 años)  | Telcel             | Charly      |
| Mazatlán             | Gilberto Adame INT   | Mazatlán, Sinaloa                | El Encanto             | 25 000    | 2020 (4 años)   | Caliente           | Pirma       |
| Monterrey            | Fernando Ortiz       | Monterrey, Nuevo León            | BBVA                   | 53 500    | 1945 (79 años)  | BBVA México        | Puma        |
| Necaxa               | Eduardo Fentanes     | Aguascalientes, Aguascalientes   | Victoria               | 25 994    | 1923 (101 años) | Rolcar             | Pirma       |
| Pachuca              | Guillermo Almada     | Pachuca de Soto, Hidalgo         | Hidalgo                | 30 000    | 1892 (132 años) | Cementos Fortaleza | Charly      |
| Puebla               | Andrés Carevic       | Puebla de Zaragoza, Puebla       | Cuauhtémoc             | 51 726    | 1944 (81 años)  | Caliente           | Pirma       |
| Querétaro            | Mauro Gerk           | Querétaro, Querétaro             | Corregidora            | 35 575    | 1950 (74 años)  | Pedigree           | Charly      |
| Santos               | Ignacio Ambriz       | Torreón, Coahuila                | Corona                 | 30 000    | 1983 (41 años)  | Soriana            | Charly      |
| Tigres UANL          | Robert Dante Siboldi | Monterrey, Nuevo León            | Universitario          | 41 615    | 1960 (65 años)  | Cemex              | Adidas      |
| Tijuana              | Miguel Herrera       | Tijuana, Baja California         | Caliente               | 27 333    | 2007 (18 años)  | Caliente           | Charly      |
| Toluca               | Renato Paiva         | Toluca, Estado de México         | Nemesio Díez           | 30 000    | 1917 (108 años) | Roshfrans          | New Balance |
| UNAM                 | Gustavo Lema         | Ciudad de México                 | Olímpico Universitario | 72 000    | 1954 (70 años)  | DHL                | Nike        |

- Datos actualizados al 8 de abril de 2024.

### Cambios de entrenadores
| Equipo        | Entrenador (Jornadas)                          | Fecha de vacante      | Tipo de salida    | Pos. | Entrenador entrante                    | Fecha de nombramiento |
| ------------- | ---------------------------------------------- | --------------------- | ----------------- | ---- | -------------------------------------- | --------------------- |
| Juárez        | Diego Mejía (1 – 4)                            | 30 de enero de 2024   | Despido           | 17.° | Tomás Campos Antonio Torres Servín INT | 2 de febrero de 2024  |
| Juárez        | Tomás Campos Antonio Torres Servín INT (5 – 6) | 10 de febrero de 2024 | Fin de interinato | 18.° | Maurício Barbieri                      | 9 de febrero de 2024  |
| Santos Laguna | Pablo Repetto (1 – 6)                          | 11 de febrero de 2024 | Despido           | 15.° | Ignacio Ambriz                         | 12 de febrero de 2024 |
| Puebla        | Ricardo Carbajal (1 – 9)                       | 24 de febrero de 2024 | Despido           | 17.° | Fernando Aristeguieta INT              | 24 de febrero de 2024 |
| Puebla        | Fernando Aristeguieta INT (10 – 11)            | 12 de marzo de 2024   | Fin de interinato | 17.° | Andrés Carevic                         | 12 de marzo de 2024   |
| Mazatlán      | Ismael Rescalvo (1 – 14)                       | 8 de abril de 2024    | Despido           | 15.° | Gilberto Adame INT                     | 8 de abril de 2024    |

### Equipos por entidad federativa
Para la temporada 2023-24, la entidad federativa de la República Mexicana con más equipos en la Primera División es la Ciudad de México con tres equipos. Catorce entidades estarán representados en el torneo.
| Entidad Federativa | N.º | Equipos                          |
| ------------------ | --- | -------------------------------- |
| Ciudad de México   | 3   | América, Cruz Azul, y Pumas UNAM |
| Jalisco            | 2   | Atlas y Guadalajara              |
| Nuevo León         | 2   | Monterrey y Tigres UANL          |
| Aguascalientes     | 1   | Necaxa                           |
| Baja California    | 1   | Tijuana                          |
| Chihuahua          | 1   | Juárez                           |
| Coahuila           | 1   | Santos                           |
| Estado de México   | 1   | Toluca                           |
| Guanajuato         | 1   | León                             |
| Hidalgo            | 1   | Pachuca                          |
| Puebla             | 1   | Puebla                           |
| Querétaro          | 1   | Querétaro                        |
| San Luis Potosí    | 1   | Atlético de San Luis             |
| Sinaloa            | 1   | Mazatlán                         |

## Torneo regular
- El Calendario completo según la página oficial.
- Los horarios son correspondientes al Tiempo del Centro de México (UTC-6).[34]
- El calendario fue dado a conocer el 17 de diciembre de 2023.[35]

| Jornada 1   | Jornada 1 | Jornada 1            | Jornada 1              | Jornada 1   | Jornada 1 | Jornada 1    | Jornada 1  | Jornada 1 |
| Local       | Resultado | Visitante            | Estadio                | Fecha       | Hora      | Espectadores | Amonestado | Expulsado |
| ----------- | --------- | -------------------- | ---------------------- | ----------- | --------- | ------------ | ---------- | --------- |
| Querétaro   | 2 – 2     | Toluca               | Corregidora            | 12 de enero | 19:00     | 13 428       | 5          | 0         |
| Mazatlán    | 0 – 1     | Atlético de San Luis | El Encanto             | 12 de enero | 21:00     | 9 510        | 2          | 0         |
| Cruz Azul   | 0 – 1     | Pachuca              | Ciudad de los Deportes | 13 de enero | 19:00     | 26 100       | 4          | 0         |
| Guadalajara | 1 – 1     | Santos Laguna        | Akron                  | 13 de enero | 19:05     | 36 743       | 6          | 0         |
| Monterrey   | 2 – 0     | Puebla               | BBVA                   | 13 de enero | 21:00     | 33 233       | 3          | 0         |
| Tijuana     | 0 – 2     | América              | Caliente               | 13 de enero | 21:00     | 29 533       | 3          | 0         |
| Pumas UNAM  | 1 – 0     | Juárez               | Olímpico Universitario | 14 de enero | 12:00     | 22 057       | 4          | 1         |
| Necaxa      | 2 – 1     | Atlas                | Victoria               | 14 de enero | 18:00     | 13 663       | 4          | 2         |
| León        | 1 – 2     | Tigres UANL          | León                   | 17 de enero | 19:00     | 23 531       | 2          | 0         |

| Jornada 2            | Jornada 2 | Jornada 2   | Jornada 2               | Jornada 2    | Jornada 2 | Jornada 2    | Jornada 2  | Jornada 2 |
| Local                | Resultado | Visitante   | Estadio                 | Fecha        | Hora      | Espectadores | Amonestado | Expulsado |
| -------------------- | --------- | ----------- | ----------------------- | ------------ | --------- | ------------ | ---------- | --------- |
| Puebla               | 1 – 2     | Necaxa      | Cuauhtémoc              | 19 de enero  | 19:00     | 11 272       | 4          | 0         |
| Atlético de San Luis | 3 – 1     | Pumas UNAM  | Alfonso Lastras Ramírez | 19 de enero  | 21:00     | 22 262       | 6          | 0         |
| Juárez               | 0 – 0     | Cruz Azul   | Olímpico Benito Juárez  | 19 de enero  | 21:10     | 13 714       | 5          | 0         |
| Toluca               | 4 – 1     | Mazatlán    | Nemesio Díez            | 20 de enero  | 17:00     | 23 387       | 6          | 0         |
| América              | 2 – 0     | Querétaro   | Azteca                  | 20 de enero  | 19:05     | 31 564       | 4          | 0         |
| Atlas                | 0 – 0     | Tijuana     | Jalisco                 | 20 de enero  | 21:10     | 16 457       | 2          | 0         |
| Tigres UANL          | 1 – 0     | Guadalajara | Universitario           | 21 de enero  | 18:00     | 40 283       | 5          | 0         |
| Santos Laguna        | 0 – 2     | Monterrey   | Corona                  | 21 de enero  | 20:05     | 15 177       | 8          | 0         |
| Pachuca              | 3 – 2     | León        | Hidalgo                 | 7 de febrero | 21:10     | 13 291       | 4          | 1         |

| Jornada 3  | Jornada 3 | Jornada 3            | Jornada 3              | Jornada 3   | Jornada 3 | Jornada 3    | Jornada 3  | Jornada 3 |
| Local      | Resultado | Visitante            | Estadio                | Fecha       | Hora      | Espectadores | Amonestado | Expulsado |
| ---------- | --------- | -------------------- | ---------------------- | ----------- | --------- | ------------ | ---------- | --------- |
| Puebla     | 1 – 1     | Toluca               | Cuauhtémoc             | 26 de enero | 19:00     | 15 864       | 6          | 0         |
| Tijuana    | 1 – 1     | Guadalajara          | Caliente               | 26 de enero | 21:00     | 29 533       | 7          | 1         |
| Cruz Azul  | 2 – 1     | Mazatlán             | Ciudad de los Deportes | 27 de enero | 17:00     | 20 032       | 4          | 1         |
| León       | 3 – 2     | Santos Laguna        | León                   | 27 de enero | 17:00     | 18 271       | 7          | 1         |
| Monterrey  | 3 – 1     | Atlético de San Luis | BBVA                   | 27 de enero | 19:00     | 44 386       | 1          | 0         |
| Necaxa     | 0 – 0     | América              | Victoria               | 27 de enero | 21:05     | 20 837       | 5          | 2         |
| Pumas UNAM | 3 – 1     | Pachuca              | Olímpico Universitario | 28 de enero | 17:15     | 21 241       | 10         | 0         |
| Atlas      | 2 – 1     | Juárez               | Jalisco                | 28 de enero | 19:00     | 16 099       | 7          | 2         |
| Querétaro  | 1 – 1     | Tigres UANL          | Corregidora            | 28 de enero | 21:00     | 14 846       | 5          | 1         |

| Jornada 4            | Jornada 4 | Jornada 4   | Jornada 4               | Jornada 4   | Jornada 4 | Jornada 4    | Jornada 4  | Jornada 4 |
| Local                | Resultado | Visitante   | Estadio                 | Fecha       | Hora      | Espectadores | Amonestado | Expulsado |
| -------------------- | --------- | ----------- | ----------------------- | ----------- | --------- | ------------ | ---------- | --------- |
| Atlético de San Luis | 1 – 2     | Tigres UANL | Alfonso Lastras Ramírez | 24 de enero | 19:00     | 20 089       | 3          | 0         |
| Monterrey            | 1 – 1     | Querétaro   | BBVA                    | 24 de enero | 19:00     | 32 263       | 3          | 0         |
| Juárez               | 0 – 2     | América     | Olímpico Benito Juárez  | 24 de enero | 21:06     | 17 418       | 7          | 0         |
| Cruz Azul            | 1 – 0     | Tijuana     | Ciudad de los Deportes  | 30 de enero | 19:00     | 16 650       | 8          | 0         |
| Mazatlán             | 2 – 2     | León        | El Encanto              | 30 de enero | 19:00     | 9 150        | 4          | 0         |
| Santos Laguna        | 3 – 0     | Puebla      | Corona                  | 30 de enero | 21:00     | 9 550        | 5          | 0         |
| Guadalajara          | 3 – 2     | Toluca      | Akron                   | 30 de enero | 21:05     | 35 998       | 8          | 0         |
| Pachuca              | 4 – 3     | Atlas       | Hidalgo                 | 31 de enero | 19:00     | 9 205        | 9          | 1         |
| Pumas UNAM           | 2 – 2     | Necaxa      | Olímpico Universitario  | 31 de enero | 21:00     | 19 261       | 5          | 3         |

| Jornada 5            | Jornada 5 | Jornada 5     | Jornada 5               | Jornada 5    | Jornada 5 | Jornada 5    | Jornada 5  | Jornada 5 |
| Local                | Resultado | Visitante     | Estadio                 | Fecha        | Hora      | Espectadores | Amonestado | Expulsado |
| -------------------- | --------- | ------------- | ----------------------- | ------------ | --------- | ------------ | ---------- | --------- |
| Querétaro            | 1 – 3     | Cruz Azul     | Corregidora             | 2 de febrero | 19:00     | 24 777       | 6          | 0         |
| Puebla               | 3 – 2     | Mazatlán      | Cuauhtémoc              | 2 de febrero | 21:00     | 9 499        | 6          | 1         |
| Toluca               | 4 – 1     | León          | Nemesio Díez            | 3 de febrero | 17:00     | 25 171       | 3          | 0         |
| Juárez               | 2 – 2     | Necaxa        | Olímpico Benito Juárez  | 3 de febrero | 17:06     | 9 197        | 5          | 0         |
| Tigres UANL          | 2 – 2     | Pumas UNAM    | Universitario           | 3 de febrero | 19:05     | 41 036       | 5          | 0         |
| Pachuca              | 3 – 2     | Tijuana       | Hidalgo                 | 3 de febrero | 19:10     | 10 137       | 10         | 1         |
| América              | 1 – 1     | Monterrey     | Azteca                  | 3 de febrero | 21:10     | 41 158       | 3          | 1         |
| Atlas                | 3 – 0     | Santos Laguna | Jalisco                 | 4 de febrero | 18:00     | 16 847       | 4          | 0         |
| Atlético de San Luis | 0 – 2     | Guadalajara   | Alfonso Lastras Ramírez | 4 de febrero | 19:00     | 22 044       | 8          | 0         |

| Jornada 6     | Jornada 6 | Jornada 6            | Jornada 6              | Jornada 6     | Jornada 6 | Jornada 6    | Jornada 6  | Jornada 6 |
| Local         | Resultado | Visitante            | Estadio                | Fecha         | Hora      | Espectadores | Amonestado | Expulsado |
| ------------- | --------- | -------------------- | ---------------------- | ------------- | --------- | ------------ | ---------- | --------- |
| Mazatlán      | 2 – 0     | Atlas                | El Encanto             | 9 de febrero  | 19:00     | 8 957        | 4          | 1         |
| Tijuana       | 1 – 1     | Querétaro            | Caliente               | 9 de febrero  | 21:10     | 14 333       | 7          | 0         |
| Necaxa        | 3 – 3     | Toluca               | Victoria               | 10 de febrero | 17:00     | 15 540       | 4          | 0         |
| Guadalajara   | 2 – 1     | Juárez               | Akron                  | 10 de febrero | 17:05     | 33 831       | 4          | 1         |
| León          | 0 – 1     | América              | León                   | 10 de febrero | 19:00     | 23 304       | 6          | 1         |
| Cruz Azul     | 3 – 0     | Atlético de San Luis | Ciudad de los Deportes | 10 de febrero | 19:05     | 23 826       | 2          | 0         |
| Monterrey     | 3 – 2     | Pachuca              | BBVA                   | 10 de febrero | 21:10     | 46 211       | 3          | 0         |
| Santos Laguna | 0 – 3     | Tigres UANL          | Corona                 | 10 de febrero | 21:10     | 15 727       | 7          | 0         |
| Pumas UNAM    | 3 – 0     | Puebla               | Olímpico Universitario | 11 de febrero | 12:00     | 17 488       | 2          | 1         |

| Jornada 7            | Jornada 7 | Jornada 7     | Jornada 7               | Jornada 7     | Jornada 7 | Jornada 7    | Jornada 7  | Jornada 7 |
| Local                | Resultado | Visitante     | Estadio                 | Fecha         | Hora      | Espectadores | Amonestado | Expulsado |
| -------------------- | --------- | ------------- | ----------------------- | ------------- | --------- | ------------ | ---------- | --------- |
| Querétaro            | 1 – 1     | Necaxa        | Corregidora             | 16 de febrero | 19:00     | 9 590        | 5          | 1         |
| Mazatlán             | 2 – 2     | Guadalajara   | El Encanto              | 16 de febrero | 21:00     | 17 787       | 3          | 1         |
| Atlético de San Luis | 3 – 3     | Tijuana       | Alfonso Lastras Ramírez | 17 de febrero | 17:00     | 14 919       | 4          | 0         |
| Pachuca              | 2 – 1     | América       | Hidalgo                 | 17 de febrero | 19:00     | 18 143       | 5          | 0         |
| Cruz Azul            | 1 – 0     | Tigres UANL   | Ciudad de los Deportes  | 17 de febrero | 21:05     | 25 755       | 6          | 3         |
| Atlas                | 0 – 1     | León          | Jalisco                 | 18 de febrero | 16:00     | 16 881       | 3          | 1         |
| Pumas UNAM           | 3 – 0     | Santos Laguna | Olímpico Universitario  | 18 de febrero | 18:05     | 22 314       | 5          | 0         |
| Monterrey            | 0 – 0     | Toluca        | BBVA                    | 18 de febrero | 20:10     | 46 189       | 2          | 0         |
| Juárez               | 4 – 3     | Puebla        | Olímpico Benito Juárez  | 23 de marzo   | 19:00     | 9 169        | 1          | 0         |

| Jornada 8     | Jornada 8 | Jornada 8            | Jornada 8              | Jornada 8     | Jornada 8 | Jornada 8    | Jornada 8  | Jornada 8 |
| Local         | Resultado | Visitante            | Estadio                | Fecha         | Hora      | Espectadores | Amonestado | Expulsado |
| ------------- | --------- | -------------------- | ---------------------- | ------------- | --------- | ------------ | ---------- | --------- |
| Puebla        | 0 – 2     | Querétaro            | Cuauhtémoc             | 23 de febrero | 19:00     | 9 480        | 4          | 0         |
| Necaxa        | 1 – 1     | Pachuca              | Victoria               | 23 de febrero | 21:00     | 17 941       | 5          | 2         |
| Juárez        | 0 – 3     | Monterrey            | Olímpico Benito Juárez | 23 de febrero | 21:10     | 10 979       | 3          | 0         |
| León          | 1 – 0     | Atlético de San Luis | León                   | 24 de febrero | 17:00     | 20 780       | 2          | 1         |
| Tigres UANL   | 1 – 1     | Atlas                | Universitario          | 24 de febrero | 19:00     | 39 762       | 4          | 0         |
| Guadalajara   | 3 – 1     | Pumas UNAM           | Akron                  | 24 de febrero | 19:05     | 34 574       | 1          | 0         |
| América       | 1 – 0     | Cruz Azul            | Azteca                 | 24 de febrero | 21:10     | 59 032       | 3          | 0         |
| Toluca        | 2 – 0     | Tijuana              | Nemesio Díez           | 25 de febrero | 12:00     | 21 297       | 4          | 0         |
| Santos Laguna | 1 – 0     | Mazatlán             | Corona                 | 25 de febrero | 18:00     | 15 012       | 4          | 0         |

| Jornada 9   | Jornada 9 | Jornada 9            | Jornada 9     | Jornada 9     | Jornada 9 | Jornada 9    | Jornada 9  | Jornada 9 |
| Local       | Resultado | Visitante            | Estadio       | Fecha         | Hora      | Espectadores | Amonestado | Expulsado |
| ----------- | --------- | -------------------- | ------------- | ------------- | --------- | ------------ | ---------- | --------- |
| Atlas       | 0 – 0     | Pumas UNAM           | Jalisco       | 14 de febrero | 21:00     | 16 344       | 2          | 1         |
| Puebla      | 1 – 4     | Pachuca              | Cuauhtémoc    | 20 de febrero | 19:00     | 10 863       | 7          | 0         |
| Necaxa      | 1 – 0     | Guadalajara          | Victoria      | 20 de febrero | 21:00     | 20 786       | 7          | 0         |
| Toluca      | 1 – 0     | Santos Laguna        | Nemesio Díez  | 21 de febrero | 19:00     | 22 999       | 5          | 1         |
| León        | 2 – 3     | Cruz Azul            | León          | 21 de febrero | 21:00     | 24 618       | 5          | 0         |
| América     | 2 – 2     | Mazatlán             | Azteca        | 21 de febrero | 21:00     | 18 199       | 4          | 0         |
| Querétaro   | 4 – 1     | Atlético de San Luis | Corregidora   | 27 de febrero | 19:00     | 8 784        | 7          | 0         |
| Tigres UANL | 1 – 0     | Juárez               | Universitario | 28 de febrero | 19:00     | 34 731       | 4          | 0         |
| Tijuana     | 1 – 1     | Monterrey            | Caliente      | 28 de febrero | 21:00     | 18 333       | 7          | 0         |

| Jornada 10           | Jornada 10 | Jornada 10    | Jornada 10              | Jornada 10 | Jornada 10 | Jornada 10   | Jornada 10 | Jornada 10 |
| Local                | Resultado  | Visitante     | Estadio                 | Fecha      | Hora       | Espectadores | Amonestado | Expulsado  |
| -------------------- | ---------- | ------------- | ----------------------- | ---------- | ---------- | ------------ | ---------- | ---------- |
| Querétaro            | 0 – 1      | Santos Laguna | Corregidora             | 1 de marzo | 19:00      | 12 004       | 9          | 0          |
| Atlético de San Luis | 4 – 0      | Puebla        | Alfonso Lastras Ramírez | 1 de marzo | 19:00      | 12 581       | 2          | 1          |
| Mazatlán             | 2 – 1      | Necaxa        | El Encanto              | 1 de marzo | 21:10      | 11 480       | 5          | 2          |
| Toluca               | 2 – 1      | Tigres UANL   | Nemesio Díez            | 2 de marzo | 17:00      | 27 273       | 5          | 1          |
| Pachuca              | 3 – 2      | Juárez        | Hidalgo                 | 2 de marzo | 19:00      | 17 896       | 7          | 0          |
| Cruz Azul            | 3 – 0      | Guadalajara   | Azteca                  | 2 de marzo | 19:05      | 67 623       | 2          | 0          |
| Atlas                | 1 – 5      | América       | Jalisco                 | 2 de marzo | 21:10      | 40 694       | 2          | 1          |
| Monterrey            | 3 – 0      | Pumas UNAM    | BBVA                    | 3 de marzo | 19:00      | 47 090       | 2          | 0          |
| Tijuana              | 1 – 1      | León          | Caliente                | 3 de marzo | 21:00      | 17 333       | 5          | 0          |

| Jornada 11    | Jornada 11 | Jornada 11           | Jornada 11             | Jornada 11  | Jornada 11 | Jornada 11   | Jornada 11 | Jornada 11 |
| Local         | Resultado  | Visitante            | Estadio                | Fecha       | Hora       | Espectadores | Amonestado | Expulsado  |
| ------------- | ---------- | -------------------- | ---------------------- | ----------- | ---------- | ------------ | ---------- | ---------- |
| Puebla        | 2 – 2      | Atlas                | Cuauhtémoc             | 8 de marzo  | 19:00      | 10 051       | 3          | 0          |
| Necaxa        | 3 – 1      | Atlético de San Luis | Victoria               | 8 de marzo  | 21:00      | 14 935       | 6          | 1          |
| Juárez        | 1 – 1      | Toluca               | Olímpico Benito Juárez | 8 de marzo  | 21:10      | 11 623       | 0          | 0          |
| Guadalajara   | 1 – 2      | León                 | Akron                  | 9 de marzo  | 17:05      | 33 541       | 5          | 1          |
| Pachuca       | 1 – 2      | Querétaro            | Hidalgo                | 9 de marzo  | 19:00      | 18 971       | 7          | 0          |
| Santos Laguna | 3 – 0      | Cruz Azul            | Corona                 | 9 de marzo  | 19:00      | 22 007       | 8          | 2          |
| América       | 2 – 0      | Tigres UANL          | Azteca                 | 9 de marzo  | 21:00      | 45 063       | 2          | 0          |
| Pumas UNAM    | 3 – 3      | Tijuana              | Olímpico Universitario | 10 de marzo | 12:00      | 18 064       | 6          | 2          |
| Monterrey     | 2 – 1      | Mazatlán             | BBVA                   | 10 de marzo | 19:00      | 42 085       | 4          | 0          |

| Jornada 12           | Jornada 12 | Jornada 12    | Jornada 12              | Jornada 12  | Jornada 12 | Jornada 12   | Jornada 12 | Jornada 12 |
| Local                | Resultado  | Visitante     | Estadio                 | Fecha       | Hora       | Espectadores | Amonestado | Expulsado  |
| -------------------- | ---------- | ------------- | ----------------------- | ----------- | ---------- | ------------ | ---------- | ---------- |
| Querétaro            | 1 – 0      | Juárez        | Corregidora             | 15 de marzo | 19:00      | 9 603        | 4          | 1          |
| Tijuana              | 2 – 2      | Santos Laguna | Caliente                | 15 de marzo | 21:00      | 20 333       | 4          | 0          |
| Cruz Azul            | 1 – 2      | Necaxa        | Ciudad de los Deportes  | 16 de marzo | 17:00      | 25 580       | 6          | 0          |
| León                 | 2 – 1      | Puebla        | León                    | 16 de marzo | 19:00      | 22 994       | 6          | 0          |
| Tigres UANL          | 5 – 1      | Mazatlán      | Universitario           | 16 de marzo | 19:00      | 37 321       | 1          | 0          |
| Guadalajara          | 0 – 0      | América       | Akron                   | 16 de marzo | 21:05      | 42 650       | 6          | 0          |
| Atlas                | 1 – 2      | Monterrey     | Jalisco                 | 17 de marzo | 17:00      | 16 458       | 4          | 1          |
| Atlético de San Luis | 2 – 1      | Pachuca       | Alfonso Lastras Ramírez | 17 de marzo | 19:00      | 15 634       | 7          | 0          |
| Toluca               | 3 – 0      | Pumas UNAM    | Nemesio Díez            | 17 de marzo | 19:00      | 27 273       | 4          | 0          |

| Jornada 13 | Jornada 13 | Jornada 13           | Jornada 13             | Jornada 13  | Jornada 13 | Jornada 13   | Jornada 13 | Jornada 13 |
| Local      | Resultado  | Visitante            | Estadio                | Fecha       | Hora       | Espectadores | Amonestado | Expulsado  |
| ---------- | ---------- | -------------------- | ---------------------- | ----------- | ---------- | ------------ | ---------- | ---------- |
| Puebla     | 2 – 3      | Tigres UANL          | Cuauhtémoc             | 29 de marzo | 19:00      | 16 618       | 2          | 0          |
| América    | 2 – 1      | Atlético de San Luis | Azteca                 | 29 de marzo | 20:00      | 34 476       | 2          | 0          |
| Mazatlán   | 2 – 0      | Tijuana              | El Encanto             | 29 de marzo | 21:00      | 11 218       | 4          | 0          |
| Pachuca    | 2 – 3      | Toluca               | Hidalgo                | 30 de marzo | 19:00      | 20 059       | 8          | 1          |
| Monterrey  | 0 – 2      | Guadalajara          | BBVA                   | 30 de marzo | 19:00      | 46 165       | 1          | 2          |
| Pumas UNAM | 0 – 0      | Cruz Azul            | Olímpico Universitario | 30 de marzo | 21:05      | 41 121       | 4          | 0          |
| Atlas      | 2 – 3      | Querétaro            | Jalisco                | 31 de marzo | 17:00      | 13 379       | 5          | 1          |
| Necaxa     | 1 – 2      | León                 | Victoria               | 31 de marzo | 19:00      | 19 574       | 2          | 0          |
| Juárez     | 2 – 1      | Santos Laguna        | Olímpico Benito Juárez | 31 de marzo | 19:36      | 13 088       | 3          | 0          |

| Jornada 14           | Jornada 14 | Jornada 14 | Jornada 14              | Jornada 14 | Jornada 14 | Jornada 14   | Jornada 14 | Jornada 14 |
| Local                | Resultado  | Visitante  | Estadio                 | Fecha      | Hora       | Espectadores | Amonestado | Expulsado  |
| -------------------- | ---------- | ---------- | ----------------------- | ---------- | ---------- | ------------ | ---------- | ---------- |
| Mazatlán             | 0 – 4      | Pumas UNAM | El Encanto              | 5 de abril | 19:00      | 12 620       | 7          | 0          |
| Tijuana              | 2 – 3      | Necaxa     | Caliente                | 5 de abril | 21:10      | 15 333       | 6          | 0          |
| León                 | 0 – 2      | Querétaro  | León                    | 6 de abril | 17:00      | 22 435       | 0          | 0          |
| Tigres UANL          | 0 – 3      | Pachuca    | Universitario           | 6 de abril | 19:00      | 38 147       | 5          | 0          |
| Guadalajara          | 3 – 2      | Puebla     | Akron                   | 6 de abril | 19:05      | 35 980       | 4          | 0          |
| Cruz Azul            | 2 – 1      | Monterrey  | Ciudad de los Deportes  | 6 de abril | 21:05      | 13 585       | 6          | 0          |
| Santos Laguna        | 1 – 1      | América    | Corona                  | 6 de abril | 21:05      | 28 596       | 5          | 0          |
| Toluca               | 4 – 1      | Atlas      | Nemesio Díez            | 7 de abril | 12:00      | 27 273       | 4          | 0          |
| Atlético de San Luis | 2 – 3      | Juárez     | Alfonso Lastras Ramírez | 8 de abril | 9:30       | 13 923       | 5          | 0          |

| Jornada 15 | Jornada 15 | Jornada 15           | Jornada 15             | Jornada 15  | Jornada 15 | Jornada 15   | Jornada 15 | Jornada 15 |
| Local      | Resultado  | Visitante            | Estadio                | Fecha       | Hora       | Espectadores | Amonestado | Expulsado  |
| ---------- | ---------- | -------------------- | ---------------------- | ----------- | ---------- | ------------ | ---------- | ---------- |
| Querétaro  | 0 – 2      | Mazatlán             | Corregidora            | 12 de abril | 19:06      | 13 685       | 4          | 1          |
| Necaxa     | 2 – 0      | Santos Laguna        | Victoria               | 12 de abril | 21:00      | 15 292       | 2          | 0          |
| Puebla     | 0 – 1      | Cruz Azul            | Cuauhtémoc             | 12 de abril | 21:00      | 31 289       | 5          | 0          |
| Pachuca    | 0 – 1      | Guadalajara          | Hidalgo                | 13 de abril | 17:00      | 20 804       | 9          | 1          |
| América    | 5 – 1      | Toluca               | Azteca                 | 13 de abril | 19:05      | 65 644       | 6          | 0          |
| Monterrey  | 3 – 3      | Tigres UANL          | BBVA                   | 13 de abril | 21:10      | 51 348       | 6          | 2          |
| Atlas      | 2 – 1      | Atlético de San Luis | Jalisco                | 14 de abril | 18:00      | 10 750       | 0          | 1          |
| Pumas UNAM | 1 – 0      | León                 | Olímpico Universitario | 14 de abril | 18:00      | 23 127       | 2          | 1          |
| Juárez     | 0 – 1      | Tijuana              | Olímpico Benito Juárez | 14 de abril | 20:06      | 10 076       | 2          | 0          |

| Jornada 16           | Jornada 16 | Jornada 16 | Jornada 16              | Jornada 16  | Jornada 16 | Jornada 16   | Jornada 16 | Jornada 16 |
| Local                | Resultado  | Visitante  | Estadio                 | Fecha       | Hora       | Espectadores | Amonestado | Expulsado  |
| -------------------- | ---------- | ---------- | ----------------------- | ----------- | ---------- | ------------ | ---------- | ---------- |
| Mazatlán             | 0 – 2      | Juárez     | El Encanto              | 19 de abril | 19:00      | 9 894        | 0          | 1          |
| Atlético de San Luis | 1 – 5      | Toluca     | Alfonso Lastras Ramírez | 19 de abril | 21:00      | 15 989       | 5          | 0          |
| Tijuana              | 3 – 1      | Puebla     | Caliente                | 19 de abril | 21:10      | 18 333       | 5          | 1          |
| León                 | 2 – 0      | Monterrey  | León                    | 20 de abril | 17:00      | 27 032       | 3          | 0          |
| Tigres UANL          | 5 – 2      | Necaxa     | Universitario           | 20 de abril | 19:05      | 40 352       | 5          | 0          |
| Guadalajara          | 2 – 0      | Querétaro  | Akron                   | 20 de abril | 19:05      | 37 040       | 7          | 0          |
| Santos Laguna        | 0 – 2      | Pachuca    | Corona                  | 20 de abril | 19:05      | 10 309       | 4          | 0          |
| Pumas UNAM           | 2 – 1      | América    | Olímpico Universitario  | 20 de abril | 21:10      | 44 670       | 10         | 1          |
| Cruz Azul            | 2 – 2      | Atlas      | Ciudad de los Deportes  | 21 de abril | 18:00      | 20 543       | 3          | 0          |

| Jornada 17    | Jornada 17 | Jornada 17           | Jornada 17             | Jornada 17  | Jornada 17 | Jornada 17   | Jornada 17 | Jornada 17 |
| Local         | Resultado  | Visitante            | Estadio                | Fecha       | Hora       | Espectadores | Amonestado | Expulsado  |
| ------------- | ---------- | -------------------- | ---------------------- | ----------- | ---------- | ------------ | ---------- | ---------- |
| Puebla        | 1 – 2      | América              | Cuauhtémoc             | 26 de abril | 19:00      | 42 320       | 1          | 0          |
| Querétaro     | 1 – 1      | Pumas UNAM           | Corregidora            | 26 de abril | 21:10      | 26 265       | 5          | 0          |
| Juárez        | 1 – 1      | León                 | Olímpico Benito Juárez | 27 de abril | 17:06      | 10 077       | 4          | 1          |
| Tigres UANL   | 4 – 1      | Tijuana              | Universitario          | 27 de abril | 19:00      | 39 459       | 5          | 0          |
| Toluca        | 0 – 1      | Cruz Azul            | Nemesio Díez           | 27 de abril | 19:00      | 27 273       | 2          | 0          |
| Pachuca       | 1 – 1      | Mazatlán             | Hidalgo                | 27 de abril | 19:10      | 17 249       | 2          | 0          |
| Atlas         | 0 – 1      | Guadalajara          | Jalisco                | 27 de abril | 21:10      | 40 327       | 8          | 0          |
| Necaxa        | 2 – 5      | Monterrey            | Victoria               | 28 de abril | 18:00      | 19 388       | 6          | 1          |
| Santos Laguna | 0 – 3      | Atlético de San Luis | Corona                 | 28 de abril | 18:00      | 16 442       | 8          | 0          |

## Tabla general
| Pos. | Equipo            | Pts. | PJ | G  | E | P  | GF | GC | Dif. | Clasificación                          |
| ---- | ----------------- | ---- | -- | -- | - | -- | -- | -- | ---- | -------------------------------------- |
| 1    | América (C)       | 35   | 17 | 10 | 5 | 2  | 30 | 12 | +18  | Cuartos de final                       |
| 2    | Cruz Azul         | 33   | 17 | 10 | 3 | 4  | 23 | 14 | +9   | Cuartos de final                       |
| 3    | Toluca            | 32   | 17 | 9  | 5 | 3  | 38 | 23 | +15  | Cuartos de final                       |
| 4    | Monterrey         | 32   | 17 | 9  | 5 | 3  | 32 | 19 | +13  | Cuartos de final                       |
| 5    | Tigres UANL       | 31   | 17 | 9  | 4 | 4  | 34 | 23 | +11  | Cuartos de final                       |
| 6    | Guadalajara       | 31   | 17 | 9  | 4 | 4  | 24 | 17 | +7   | Cuartos de final                       |
| 7    | Pachuca           | 29   | 17 | 9  | 2 | 6  | 34 | 27 | +7   | Play-in                                |
| 8    | Pumas UNAM        | 27   | 17 | 7  | 6 | 4  | 27 | 22 | +5   | Play-in                                |
| 9    | Necaxa            | 27   | 17 | 7  | 6 | 4  | 30 | 29 | +1   | Play-in                                |
| 10   | Querétaro         | 24   | 17 | 6  | 6 | 5  | 22 | 21 | +1   | Play-in                                |
| 11   | León              | 24   | 17 | 7  | 3 | 7  | 23 | 25 | −2   |                                        |
| 12   | Juárez            | 16   | 17 | 4  | 4 | 9  | 19 | 26 | −7   |                                        |
| 13   | Atlético San Luis | 16   | 17 | 5  | 1 | 11 | 25 | 35 | −10  |                                        |
| 14   | Mazatlán          | 16   | 17 | 4  | 4 | 9  | 21 | 32 | −11  |                                        |
| 15   | Santos Laguna     | 15   | 17 | 4  | 3 | 10 | 15 | 28 | −13  |                                        |
| 16   | Tijuana           | 14   | 17 | 2  | 8 | 7  | 21 | 30 | −9   | Último lugar en la tabla de cocientes. |
| 17   | Atlas             | 14   | 17 | 3  | 5 | 9  | 21 | 31 | −10  |                                        |
| 18   | Puebla            | 5    | 17 | 1  | 2 | 14 | 18 | 43 | −25  |                                        |

Actualizado a los partidos jugados el 28 de abril de 2024.
 Fuente: Página oficial
Criterios de clasificación: Puntos · Diferencia de goles · Goles a favor · Play-off

### Evolución de la clasificación
Fecha de actualización: 28 de abril de 2024
| Equipo            | 1  | 2   | 3   | 4   | 5   | 6  | 7   | 8   | 9   | 10  | 11  | 12  | 13 | 14 | 15 | 16 | 17 |
| Equipo            |    |     |     |     |     |    |     |     |     |     |     |     |    |    |    |    |    |
| ----------------- | -- | --- | --- | --- | --- | -- | --- | --- | --- | --- | --- | --- | -- | -- | -- | -- | -- |
| América           | 1  | 1   | 2+  | 2   | 2   | 2  | 5   | 4+  | 4   | 4   | 2   | 2   | 1  | 2  | 1  | 1  | 1  |
| Cruz Azul         | 14 | 11  | 9   | 6   | 4   | 4  | 1   | 1+  | 2   | 2   | 3   | 4   | 5  | 4  | 4  | 3  | 2  |
| Toluca            | 9  | 6   | 7   | 9   | 7   | 9  | 9   | 5+  | 6   | 5   | 5   | 3   | 3  | 1  | 2  | 2  | 3  |
| Monterrey         | 2  | 2   | 1+  | 1   | 1   | 1  | 3   | 3   | 1   | 1   | 1   | 1   | 2  | 3  | 3  | 4  | 4  |
| Tigres UANL       | 3  | 5   | 3+  | 3   | 3   | 3  | 6   | 7+  | 5   | 6   | 7   | 6   | 4  | 7  | 7  | 5  | 5  |
| Guadalajara       | 10 | 10  | 13  | 10  | 8   | 7  | 7   | 8+  | 8   | 9   | 9   | 10  | 10 | 9  | 8  | 7  | 6  |
| Pachuca           | 6  | 7*  | 11* | 7*  | 6*  | 5  | 4   | 2+  | 3   | 3   | 4   | 5   | 6  | 5  | 6  | 6  | 7  |
| Pumas UNAM        | 7  | 8   | 5   | 5   | 9   | 6  | 2+  | 6+  | 7   | 7   | 8   | 11  | 11 | 10 | 9  | 9  | 8  |
| Necaxa            | 4  | 4   | 4   | 4   | 5   | 8  | 8   | 9+  | 9   | 8   | 6   | 7   | 7  | 6  | 5  | 8  | 9  |
| Querétaro         | 8  | 13  | 12+ | 14  | 15  | 13 | 14  | 12  | 10  | 10  | 10  | 8   | 8  | 8  | 10 | 10 | 10 |
| León              | 13 | 16* | 10* | 12* | 12* | 14 | 11  | 10+ | 11  | 11  | 11  | 9   | 9  | 11 | 11 | 11 | 11 |
| Juárez            | 15 | 12  | 17+ | 16  | 17  | 18 | 18* | 18* | 18* | 18* | 18* | 18* | 16 | 14 | 16 | 12 | 12 |
| Atlético San Luis | 5  | 3   | 6+  | 8   | 11  | 11 | 12  | 13  | 13  | 12  | 14  | 13  | 13 | 13 | 14 | 17 | 13 |
| Mazatlán          | 16 | 18  | 18  | 17  | 18  | 12 | 13  | 15+ | 15  | 14  | 15  | 15  | 14 | 15 | 13 | 14 | 14 |
| Santos Laguna     | 11 | 14  | 15  | 11  | 13  | 15 | 17  | 14+ | 14  | 13  | 12  | 12  | 12 | 12 | 12 | 13 | 15 |
| Tijuana           | 18 | 15  | 14  | 15  | 16  | 17 | 15  | 16  | 16  | 16  | 16  | 16  | 17 | 17 | 17 | 15 | 16 |
| Atlas             | 12 | 9   | 8   | 13  | 10  | 10 | 10+ | 11+ | 12  | 15  | 13  | 14  | 15 | 16 | 15 | 16 | 17 |
| Puebla            | 17 | 17  | 16  | 18  | 14  | 16 | 16* | 17  | 17* | 17* | 17* | 17* | 18 | 18 | 18 | 18 | 18 |

- (*) Indica la posición del equipo con un partido pendiente.
- (+) Indica la posición del equipo con un partido adelantado.

## Tabla de cocientes
A partir de la temporada 2020-21 se suspendió el ascenso y descenso entre la Liga MX y la Liga de Expansión MX, sin embargo, la tabla de cocientes es utilizada para establecer los pagos de las multas que serán destinadas para el desarrollo de los clubes del circuito de plata. De acuerdo con el artículo 24 del reglamento de competencia se repartirá el pago de $MXN 160 millones entre los tres últimos posicionados en la tabla de cocientes de la siguiente manera: 80 millones el último lugar; 47 millones el penúltimo; y 33 millones serán pagados por el antepenúltimo equipo de la tabla. El equipo que finalice en el último lugar de la tabla iniciará la siguiente temporada con un cociente de cero.
 Fecha de actualización: 28 de abril de 2024
| Pos. | Equipo               | A21 | C22 | A22 | C23 | A23 | C24 | Pts. | A21J | C22J | A22J | C23J | A23J | C24J | Juegos | DG  | Cociente |
| ---- | -------------------- | --- | --- | --- | --- | --- | --- | ---- | ---- | ---- | ---- | ---- | ---- | ---- | ------ | --- | -------- |
| 1    | América              | 35  | 26  | 38  | 34  | 40  | 35  | 208  | 17   | 17   | 17   | 17   | 17   | 17   | 102    | 95  | 2.0392   |
| 2    | Monterrey            | 22  | 26  | 35  | 40  | 33  | 32  | 188  | 17   | 17   | 17   | 17   | 17   | 17   | 102    | 69  | 1.8431   |
| 3    | Tigres UANL          | 28  | 33  | 30  | 25  | 30  | 31  | 177  | 17   | 17   | 17   | 17   | 17   | 17   | 102    | 60  | 1.7353   |
| 4    | Pachuca              | 18  | 38  | 32  | 31  | 22  | 29  | 170  | 17   | 17   | 17   | 17   | 17   | 17   | 102    | 30  | 1.6667   |
| 5    | Guadalajara          | 22  | 26  | 22  | 34  | 27  | 31  | 162  | 17   | 17   | 17   | 17   | 17   | 17   | 102    | 23  | 1.5882   |
| 6    | Toluca               | 24  | 19  | 27  | 32  | 21  | 32  | 155  | 17   | 17   | 17   | 17   | 17   | 17   | 102    | 23  | 1.5196   |
| 7    | León                 | 29  | 21  | 22  | 30  | 23  | 24  | 149  | 17   | 17   | 17   | 17   | 17   | 17   | 102    | 6   | 1.4608   |
| 8    | Cruz Azul            | 23  | 25  | 24  | 24  | 17  | 33  | 146  | 17   | 17   | 17   | 17   | 17   | 17   | 102    | -1  | 1.4314   |
| 9    | Santos               | 24  | 20  | 33  | 19  | 23  | 15  | 134  | 17   | 17   | 17   | 17   | 17   | 17   | 102    | -6  | 1.3137   |
| 10   | Pumas UNAM           | 21  | 22  | 14  | 18  | 28  | 27  | 130  | 17   | 17   | 17   | 17   | 17   | 17   | 102    | -7  | 1.2745   |
| 11   | Querétaro            |     |     |     |     | 19  | 24  | 43   |      |      |      |      | 17   | 17   | 34     | -10 | 1.2647   |
| 12   | Puebla               | 24  | 26  | 22  | 20  | 25  | 5   | 122  | 17   | 17   | 17   | 17   | 17   | 17   | 102    | -24 | 1.1961   |
| 12   | Atlas                | 29  | 27  | 13  | 21  | 17  | 14  | 121  | 17   | 17   | 17   | 17   | 17   | 17   | 102    | -9  | 1.1863   |
| 14   | Atlético de San Luis | 20  | 23  | 18  | 19  | 23  | 16  | 119  | 17   | 17   | 17   | 17   | 17   | 17   | 102    | -23 | 1.1667   |
| 15   | Necaxa               | 20  | 23  | 19  | 14  | 15  | 27  | 118  | 17   | 17   | 17   | 17   | 17   | 17   | 102    | -29 | 1.1569   |
| 16   | Mazatlán             | 20  | 21  | 17  | 7   | 22  | 16  | 103  | 17   | 17   | 17   | 17   | 17   | 17   | 102    | -52 | 1.0098   |
| 17   | Juárez               |     |     | 19  | 15  | 18  | 16  | 68   |      |      | 17   | 17   | 17   | 17   | 68     | -26 | 1.0000   |
| 18   | Tijuana              | 15  | 17  | 17  | 16  | 20  | 14  | 99   | 17   | 17   | 17   | 17   | 17   | 17   | 102    | -57 | 0.9706   |

     Pago de multa $MXN33 millones.
     Pago de multa $MXN47 millones.
     Pago de multa $MXN80 millones.

## Tabla general de la temporada
| Pos. | Equipo               | Pts. | PJ | G  | E  | P  | GF | GC | Dif. | Clasificación                                 |
| ---- | -------------------- | ---- | -- | -- | -- | -- | -- | -- | ---- | --------------------------------------------- |
| 1    | América              | 75   | 34 | 22 | 9  | 3  | 67 | 26 | +41  | Octavos de final de la Copa de Campeones 2025 |
| 2    | Monterrey            | 65   | 34 | 19 | 8  | 7  | 59 | 34 | +25  | Fase preliminar de la Copa de Campeones 2025  |
| 3    | Tigres UANL          | 61   | 34 | 17 | 10 | 7  | 66 | 41 | +25  | Fase preliminar de la Copa de Campeones 2025  |
| 4    | Guadalajara          | 58   | 34 | 17 | 7  | 10 | 46 | 39 | +7   | Fase preliminar de la Copa de Campeones 2025  |
| 5    | Pumas UNAM           | 55   | 34 | 15 | 10 | 9  | 54 | 40 | +14  | Fase preliminar de la Copa de Campeones 2025  |
| 6    | Toluca               | 53   | 34 | 14 | 11 | 9  | 61 | 42 | +19  |                                               |
| 7    | Pachuca              | 51   | 34 | 14 | 9  | 11 | 50 | 54 | −4   |                                               |
| 8    | Cruz Azul            | 50   | 34 | 15 | 5  | 14 | 44 | 43 | +1   | Fase preliminar de la Copa de Campeones 2025  |
| 9    | León                 | 47   | 34 | 13 | 8  | 13 | 46 | 47 | −1   |                                               |
| 10   | Querétaro            | 43   | 34 | 11 | 10 | 13 | 40 | 50 | −10  |                                               |
| 11   | Necaxa               | 42   | 34 | 10 | 12 | 12 | 48 | 56 | −8   |                                               |
| 12   | Atlético de San Luis | 39   | 34 | 12 | 3  | 19 | 56 | 61 | −5   |                                               |
| 13   | Santos Laguna        | 38   | 34 | 11 | 5  | 18 | 46 | 62 | −16  |                                               |
| 14   | Mazatlán             | 38   | 34 | 10 | 8  | 16 | 46 | 59 | −13  |                                               |
| 15   | Tijuana              | 34   | 34 | 8  | 10 | 16 | 44 | 56 | −12  | Último lugar en la tabla de cocientes.        |
| 16   | Juárez               | 34   | 34 | 9  | 7  | 18 | 43 | 60 | −17  |                                               |
| 17   | Atlas                | 31   | 34 | 7  | 10 | 17 | 35 | 55 | −20  |                                               |
| 18   | Puebla               | 30   | 34 | 8  | 6  | 20 | 42 | 68 | −26  |                                               |

Actualizado a los partidos jugados el 28 de abril de 2024.
 Fuente: Página oficial
Criterios de clasificación: Puntos · Diferencia de goles · Goles a favor · Play-off
Notas:
1. ↑  Campeón del Apertura 2023 y del Clausura 2024.
2. ↑  Mejor equipo en la tabla acumulada que no haya sido finalista de ningún torneo.
3. ↑  Subcampeón del Apertura 2023.
4. ↑  Segundo mejor equipo en la tabla acumulada que no haya sido finalista de ningún torneo.
5. ↑  Tercer mejor equipo en la tabla acumulada que no haya sido finalista de ningún torneo. Como América avanzó a las finales de ambos torneos en la temporada se abrió este tercer cupo por tabla acumulada, que se le fue otorgado a Pumas UNAM.[44]
6. ↑  Subcampeón del Clausura 2024.

## Liguilla
|  | 2 de mayo de 2024 | 2 de mayo de 2024 | 2 de mayo de 2024 |   |   | 5 de mayo de 2024 | 5 de mayo de 2024 | 5 de mayo de 2024 |   |         | Clasificados | Clasificados | Clasificados |
|  |                   |                   |                   |   |   |                   |                   |                   |   |         |              |              |              |
|  | 7                 | Pachuca           | 0 (3)             |   |   |                   |                   |                   |   |         |              |              |              |
|  | 8                 | Pumas UNAM (p.)   | 0 (5)             |   |   |                   |                   |                   |   |         | 8            | Pumas UNAM   | 7.º          |
|  |                   |                   |                   |   | 7 | Pachuca           | 2                 |                   | 7 | Pachuca | 8.º          |              |              |
|  |                   | 9                 | Necaxa            | 1 |   |                   |                   |                   |   |         |              |              |              |
|  | 9                 | Necaxa (p.)       | 1 (3)             |   |   |                   |                   |                   |   |         |              |              |              |
|  | 10                | Querétaro         | 1 (2)             |   |   |                   |                   |                   |   |         |              |              |              |

|  | Cuartos de final                                             | Cuartos de final                                             | Cuartos de final                                             | Cuartos de final                                             | Cuartos de final                                             |   |   | Semifinales                                                    | Semifinales                                                    | Semifinales                                                    | Semifinales                                                    | Semifinales                                                    |  |   | Final                                                | Final                                                | Final                                                | Final                                                | Final                                                |  |
|  | 8 y 9 de mayo de 2024 (ida) 11 y 12 de mayo de 2024 (vuelta) | 8 y 9 de mayo de 2024 (ida) 11 y 12 de mayo de 2024 (vuelta) | 8 y 9 de mayo de 2024 (ida) 11 y 12 de mayo de 2024 (vuelta) | 8 y 9 de mayo de 2024 (ida) 11 y 12 de mayo de 2024 (vuelta) | 8 y 9 de mayo de 2024 (ida) 11 y 12 de mayo de 2024 (vuelta) |   |   | 15 y 16 de mayo de 2024 (ida) 18 y 19 de mayo de 2024 (vuelta) | 15 y 16 de mayo de 2024 (ida) 18 y 19 de mayo de 2024 (vuelta) | 15 y 16 de mayo de 2024 (ida) 18 y 19 de mayo de 2024 (vuelta) | 15 y 16 de mayo de 2024 (ida) 18 y 19 de mayo de 2024 (vuelta) | 15 y 16 de mayo de 2024 (ida) 18 y 19 de mayo de 2024 (vuelta) |  |   | 23 de mayo de 2024 (ida) 26 de mayo de 2024 (vuelta) | 23 de mayo de 2024 (ida) 26 de mayo de 2024 (vuelta) | 23 de mayo de 2024 (ida) 26 de mayo de 2024 (vuelta) | 23 de mayo de 2024 (ida) 26 de mayo de 2024 (vuelta) | 23 de mayo de 2024 (ida) 26 de mayo de 2024 (vuelta) |  |
|  |                                                              |                                                              |                                                              |                                                              |                                                              |   |   |                                                                |                                                                |                                                                |                                                                |                                                                |  |   |                                                      |                                                      |                                                      |                                                      |                                                      |  |
|  |                                                              |                                                              |                                                              |                                                              |                                                              |   |   |                                                                |                                                                |                                                                |                                                                |                                                                |  |   |                                                      |                                                      |                                                      |                                                      |                                                      |  |
|  | 1                                                            | América (*)                                                  | 1                                                            | 1                                                            | 2                                                            |   |   |                                                                |                                                                |                                                                |                                                                |                                                                |  |   |                                                      |                                                      |                                                      |                                                      |                                                      |  |
|  | 1                                                            | América (*)                                                  | 1                                                            | 1                                                            | 2                                                            |   |   |                                                                |                                                                |                                                                |                                                                |                                                                |  |   |                                                      |                                                      |                                                      |                                                      |                                                      |  |
|  | 8                                                            | Pachuca                                                      | 1                                                            | 1                                                            | 2                                                            |   |   |                                                                |                                                                |                                                                |                                                                |                                                                |  |   |                                                      |                                                      |                                                      |                                                      |                                                      |  |
|  | 8                                                            | Pachuca                                                      | 1                                                            | 1                                                            | 2                                                            |   | 1 | América                                                        | 0                                                              | 1                                                              | 1                                                              |                                                                |  |   |                                                      |                                                      |                                                      |                                                      |                                                      |  |
|  |                                                              |                                                              |                                                              |                                                              |                                                              |   | 1 | América                                                        | 0                                                              | 1                                                              | 1                                                              |                                                                |  |   |                                                      |                                                      |                                                      |                                                      |                                                      |  |
|  |                                                              |                                                              | 6                                                            | Guadalajara                                                  | 0                                                            | 0 | 0 |                                                                |                                                                |                                                                |                                                                |                                                                |  |   |                                                      |                                                      |                                                      |                                                      |                                                      |  |
|  | 3                                                            | Toluca                                                       | 6                                                            | Guadalajara                                                  | 0                                                            | 0 | 0 | 0                                                              | 0                                                              | 0                                                              |                                                                |                                                                |  |   |                                                      |                                                      |                                                      |                                                      |                                                      |  |
|  | 3                                                            | Toluca                                                       |                                                              |                                                              |                                                              |   |   |                                                                |                                                                | 0                                                              |                                                                |                                                                |  |   |                                                      |                                                      |                                                      |                                                      |                                                      |  |
|  | 6                                                            | Guadalajara                                                  | 1                                                            | 0                                                            | 1                                                            |   |   |                                                                |                                                                |                                                                |                                                                |                                                                |  |   |                                                      |                                                      |                                                      |                                                      |                                                      |  |
|  | 6                                                            | Guadalajara                                                  | 1                                                            | 0                                                            | 1                                                            |   |   |                                                                |                                                                |                                                                |                                                                |                                                                |  | 1 | América                                              | 1                                                    | 1                                                    | 2                                                    |                                                      |  |
|  |                                                              |                                                              |                                                              |                                                              |                                                              |   |   |                                                                |                                                                |                                                                |                                                                |                                                                |  | 1 | América                                              | 1                                                    | 1                                                    | 2                                                    |                                                      |  |
|  |                                                              |                                                              | 2                                                            | Cruz Azul                                                    | 1                                                            | 0 | 1 |                                                                |                                                                |                                                                |                                                                |                                                                |  |   |                                                      |                                                      |                                                      |                                                      |                                                      |  |
|  | 2                                                            | Cruz Azul                                                    | 2                                                            | Cruz Azul                                                    | 1                                                            | 0 | 1 | 2                                                              | 2                                                              | 4                                                              |                                                                |                                                                |  |   |                                                      |                                                      |                                                      |                                                      |                                                      |  |
|  | 2                                                            | Cruz Azul                                                    |                                                              |                                                              |                                                              |   |   |                                                                |                                                                | 4                                                              |                                                                |                                                                |  |   |                                                      |                                                      |                                                      |                                                      |                                                      |  |
|  | 7                                                            | Pumas UNAM                                                   | 0                                                            | 2                                                            | 2                                                            |   |   |                                                                |                                                                |                                                                |                                                                |                                                                |  |   |                                                      |                                                      |                                                      |                                                      |                                                      |  |
|  | 7                                                            | Pumas UNAM                                                   | 0                                                            | 2                                                            | 2                                                            |   | 2 | Cruz Azul (*)                                                  | 1                                                              | 1                                                              | 2                                                              |                                                                |  |   |                                                      |                                                      |                                                      |                                                      |                                                      |  |
|  |                                                              |                                                              |                                                              |                                                              |                                                              |   | 2 | Cruz Azul (*)                                                  | 1                                                              | 1                                                              | 2                                                              |                                                                |  |   |                                                      |                                                      |                                                      |                                                      |                                                      |  |
|  |                                                              |                                                              | 4                                                            | Monterrey                                                    | 0                                                            | 2 | 2 |                                                                |                                                                |                                                                |                                                                |                                                                |  |   |                                                      |                                                      |                                                      |                                                      |                                                      |  |
|  | 4                                                            | Monterrey                                                    | 4                                                            | Monterrey                                                    | 0                                                            | 2 | 2 | 2                                                              | 1                                                              | 3                                                              |                                                                |                                                                |  |   |                                                      |                                                      |                                                      |                                                      |                                                      |  |
|  | 4                                                            | Monterrey                                                    |                                                              |                                                              |                                                              |   |   |                                                                |                                                                | 3                                                              |                                                                |                                                                |  |   |                                                      |                                                      |                                                      |                                                      |                                                      |  |
|  | 5                                                            | Tigres UANL                                                  | 1                                                            | 1                                                            | 2                                                            |   |   |                                                                |                                                                |                                                                |                                                                |                                                                |  |   |                                                      |                                                      |                                                      |                                                      |                                                      |  |
|  | 5                                                            | Tigres UANL                                                  | 1                                                            | 1                                                            | 2                                                            |   |   |                                                                |                                                                |                                                                |                                                                |                                                                |  |   |                                                      |                                                      |                                                      |                                                      |                                                      |  |
|  |                                                              |                                                              |                                                              |                                                              |                                                              |   |   |                                                                |                                                                |                                                                |                                                                |                                                                |  |   |                                                      |                                                      |                                                      |                                                      |                                                      |  |

(*) Avanza por su posición en la tabla

### Eliminatoria Play-In

#### Primera Ronda
| 2 de mayo de 2024 | Pachuca                                                | 0:0 (3:5 p.)               | Pumas UNAM                                                 | Estadio Hidalgo, Pachuca                                    |                                                             |
| 21:15 (UTC-6) |                                                        | Reporte                    |                                                            | Asistencia: 12 168 espectadores Árbitro(s): Adonai Escobedo | Asistencia: 12 168 espectadores Árbitro(s): Adonai Escobedo |
| |                                                        | Tiros desde el punto penal |                                                            |                                                             |                                                             |
| | S. Rondón · J. D. Hernández · A. Bautista · O. Idrissi |                            | G. Martínez · A. Aldrete · C. Huerta · U. Rivas · R. Ergas |                                                             |                                                             |
| Pumas UNAM avanzó a Cuartos de final como 7° sembrado. Pachuca jugará el segundo partido por el cupo restante a la Liguilla. |                                                        |                            |                                                            |                                                             |                                                             |

| 2 de mayo de 2024                                                                              | Necaxa                                          | 1:1 (0:0) (3:2 p.)         | Querétaro                                                        | Estadio Victoria, Aguascalientes                                    |                                                                     |
| 19:00 (UTC-6)                                                                                  | D. Cambindo 55'                                 | Reporte                    | 59' F. Lértora                                                   | Asistencia: 13 435 espectadores Árbitro(s): Daniel Quintero Huitrón | Asistencia: 13 435 espectadores Árbitro(s): Daniel Quintero Huitrón |
|                                                                                                |                                                 | Tiros desde el punto penal |                                                                  |                                                                     |                                                                     |
|                                                                                                | A. Peña · J. Paradela · A. Oliveros · A. Montes |                            | M. Barbieri · K. Escamilla · J. Sierra · F. Lértora · P. Barrera |                                                                     |                                                                     |
| Necaxa jugará el segundo partido por el 8° sembrado de la Liguilla. Querétaro quedó eliminado. |                                                 |                            |                                                                  |                                                                     |                                                                     |

#### Segunda Ronda
| 5 de mayo de 2024                                                           | Pachuca                                | 2:1 (0:0) | Necaxa           | Estadio Hidalgo, Pachuca             |                                      |
| 20:06 (UTC-6)                                                               | A. Bautista 79' · S. Rondón 83' (pen.) | Reporte   | 90+6' B. Garnica | Árbitro(s): Fernando Hernández Gómez | Árbitro(s): Fernando Hernández Gómez |
| Pachuca avanzó a Cuartos de final como 8° sembrado. Necaxa quedó eliminado. |                                        |           |                  |                                      |                                      |

### Cuartos de final

#### América – Pachuca
| 8 de mayo de 2024 | Pachuca       | 1:1 (1:1) | América         | Estadio Hidalgo, Pachuca                                      |                                                               |
| 21:16 (UTC-6)     | S. Rondón 21' | Reporte   | 45+1' H. Martín | Asistencia: 18,043 espectadores Árbitro(s): Fernando Guerrero | Asistencia: 18,043 espectadores Árbitro(s): Fernando Guerrero |

| 11 de mayo de 2024                                                                                       | América           | 1:1 (0:1) (Global 2:2) | Pachuca        | Estadio Azteca, Ciudad de México                                   |                                                                    |
| 18:00 (UTC-6)                                                                                            | J. Quiñones 90+3' | Reporte                | 31' O. Idrissi | Asistencia: 46,570 espectadores Árbitro(s): Víctor Alfonso Cáceres | Asistencia: 46,570 espectadores Árbitro(s): Víctor Alfonso Cáceres |
| América avanzó a Semifinales por mejor posición en la tabla tras el empate en el marcador global de 2-2. |                   |                        |                |                                                                    |                                                                    |

#### Cruz Azul – Pumas UNAM
| 9 de mayo de 2024 | Pumas UNAM | 0:2 (0:1) | Cruz Azul                          | Estadio Olímpico Universitario, Ciudad de México                   |                                                                    |
| 19:00 (UTC-6)     |            | Reporte   | 25' I. Rivero · 57' L. Faravelli · | Asistencia: 44,670 espectadores Árbitro(s): Luis Enrique Santander | Asistencia: 44,670 espectadores Árbitro(s): Luis Enrique Santander |

| 12 de mayo de 2024              | Cruz Azul                             | 2:2 (0:0) (Global 4:2) | Pumas UNAM                      | Estadio Ciudad de los Deportes, Ciudad de México                    |                                                                     |
| 19:00 (UTC-6)                   | A. Gutiérrez 76' · L. Faravelli 90+1' | Reporte                | 51' G. Martínez · 85' C. Huerta | Asistencia: 27,228 espectadores Árbitro(s): Daniel Quintero Huitrón | Asistencia: 27,228 espectadores Árbitro(s): Daniel Quintero Huitrón |
| Cruz Azul avanzó a Semifinales. |                                       |                        |                                 |                                                                     |                                                                     |

#### Toluca – Guadalajara
| 8 de mayo de 2024 | Guadalajara   | 1:0 (0:0) | Toluca | Estadio Akron, Zapopan                                         |                                                                |
| 19:05 (UTC-6)     | V. Guzmán 85' | Reporte   |        | Asistencia: 40,458 espectadores Árbitro(s): Óscar Mejía García | Asistencia: 40,458 espectadores Árbitro(s): Óscar Mejía García |

| 11 de mayo de 2024                | Toluca | 0:0 (Global 0:1) | Guadalajara | Estadio Nemesio Díez, Toluca                                   |                                                                |
| 20:10 (UTC-6)                     |        | Reporte          |             | Asistencia: 27,273 espectadores Árbitro(s): César Arturo Ramos | Asistencia: 27,273 espectadores Árbitro(s): César Arturo Ramos |
| Guadalajara avanzó a Semifinales. |        |                  |             |                                                                |                                                                |

#### Monterrey – Tigres UANL
| 9 de mayo de 2024 | Tigres UANL     | 1:2 (1:1) | Monterrey                    | Estadio Universitario, San Nicolás de los Garza                 |                                                                 |
| 21:10 (UTC-6)     | D. Lainez 45+3' | Reporte   | 28' S. Canales · 48' M. Meza | Asistencia: 41,615 espectadores Árbitro(s): Marco Antonio Ortiz | Asistencia: 41,615 espectadores Árbitro(s): Marco Antonio Ortiz |

| 12 de mayo de 2024             | Monterrey      | 1:1 (0:1) (Global 3:2) | Tigres UANL      | Estadio BBVA, Guadalupe                                        |                                                                |
| 21:10 (UTC-6)                  | J. Cortizo 59' | Reporte                | 25' A.-P. Gignac | Asistencia: 51,095 espectadores Árbitro(s): Fernando Hernández | Asistencia: 51,095 espectadores Árbitro(s): Fernando Hernández |
| Monterrey avanzó a Semifinales |                |                        |                  |                                                                |                                                                |

### Semifinales

#### América – Guadalajara
| 15 de mayo de 2024 | Guadalajara | 0:0     | América | Estadio Akron, Zapopan                                         |                                                                |
| 20:05 (UTC-6)      |             | Reporte |         | Asistencia: 43,628 espectadores Árbitro(s): Óscar Mejía García | Asistencia: 43,628 espectadores Árbitro(s): Óscar Mejía García |

| 18 de mayo de 2024         | América      | 1:0 (0:0) (Global 1:0) | Guadalajara | Estadio Azteca, Ciudad de México                               |                                                                |
| 20:00 (UTC-6)              | I. Reyes 59' | Reporte                |             | Asistencia: 70,187 espectadores Árbitro(s): César Arturo Ramos | Asistencia: 70,187 espectadores Árbitro(s): César Arturo Ramos |
| América avanzó a la Final. |              |                        |             |                                                                |                                                                |

#### Cruz Azul – Monterrey
| 16 de mayo de 2024 | Monterrey | 0:1 (0:1) | Cruz Azul      | Estadio BBVA, Guadalupe                                             |                                                                     |
| 21:00 (UTC-6)      |           | Reporte   | 34' C. Rotondi | Asistencia: 51,708 espectadores Árbitro(s): Daniel Quintero Huitrón | Asistencia: 51,708 espectadores Árbitro(s): Daniel Quintero Huitrón |

| 19 de mayo de 2024                                                                                      | Cruz Azul        | 1:2 (0:0) (Global 2:2) | Monterrey             | Estadio Ciudad de los Deportes, Ciudad de México              |                                                               |
| 18:00 (UTC-6)                                                                                           | Á. Sepúlveda 61' | Reporte                | 67', 73' G. Berterame | Asistencia: 28,403 espectadores Árbitro(s): Fernando Guerrero | Asistencia: 28,403 espectadores Árbitro(s): Fernando Guerrero |
| Cruz Azul avanzó a la Final por mejor posición en la tabla tras el empate en el marcador global de 2-2. |                  |                        |                       |                                                               |                                                               |

### Final
| 23 de mayo de 2024 | Cruz Azul           | 1:1 (1:1) | América         | Estadio Ciudad de los Deportes, Ciudad de México               |                                                                |
| 20:00 (UTC-6)      | U. Antuna 9' (pen.) | Reporte   | 16' J. Quiñones | Asistencia: 27,224 espectadores Árbitro(s): Fernando Hernández | Asistencia: 27,224 espectadores Árbitro(s): Fernando Hernández |

| 26 de mayo de 2024                                                                     | América              | 1:0 (0:0) (Global 2:1) | Cruz Azul | Estadio Azteca, Ciudad de México                                |                                                                 |
| 19:35 (UTC-6)                                                                          | H. Martín 77' (pen.) | Reporte                |           | Asistencia: 73,604 espectadores Árbitro(s): Marco Antonio Ortiz | Asistencia: 73,604 espectadores Árbitro(s): Marco Antonio Ortiz |
| América es campeón del Torneo Clausura 2024 y se consagra por segunda vez consecutiva. |                      |                        |           |                                                                 |                                                                 |

#### Final - Ida
| 23    | POR   | Kevin Mier        |     |
| 18    | DEF   | Rodrigo Huescas   |     |
| 4     | DEF   | Willer Ditta      |     |
| 3     | DEF   | Carlos Salcedo    |     |
| 33    | DEF   | Gonzalo Piovi     |     |
| 29    | DEF   | Carlos Rotondi    | 76' |
| 15    | MED   | Ignacio Rivero    |     |
| 19    | MED   | Carlos Rodríguez  |     |
| 8     | MED   | Lorenzo Faravelli | 71' |
| 14    | MED   | Alexis Gutiérrez  |     |
| 7     | DEL   | Uriel Antuna      | 82' |
| D. T. | D. T. | Martín Anselmi    |     |

| 1     | POR   | Luis Malagón        |       |
| 3     | DEF   | Israel Reyes        |       |
| 31    | DEF   | Igor Lichnovsky     |       |
| 29    | DEF   | Ramón Juárez        |       |
| 18    | DEF   | Cristian Calderón   |       |
| 6     | MED   | Jonathan dos Santos |       |
| 8     | MED   | Álvaro Fidalgo      | 90+6' |
| 17    | MED   | Alejandro Zendejas  |       |
| 10    | MED   | Diego Valdés        | 86'   |
| 33    | MED   | Julián Quiñones     | 86'   |
| 21    | DEL   | Henry Martín        | 78'   |
| D. T. | D. T. | André Jardine       |       |

| 9  | Delantero      | Ángel Sepúlveda | 71' |
| 6  | Centrocampista | Erik Lira       | 76' |
| 13 | Defensa        | Camilo Cándido  | 82' |

| 7  | Delantero      | Brian Rodríguez  | 78'   |
| 20 | Centrocampista | Richard Sánchez  | 86'   |
| 24 | Delantero      | Javairô Dilrosun | 86'   |
| 26 | Centrocampista | Salvador Reyes   | 90+6' |

| 9' | Uriel Antuna | 1:0 |

| 16' | Julián Quiñones | 1:1 |

| Principal  | Fernando Hernández Gómez         |
| Asistentes | Michel Alejandro Morales Morales |
|            | Enedina Caudillo Gómez           |
| Cuarto     | Luis Enrique Santander Aguirre   |

| VAR            | Guillermo Pacheco Larios |
| Asistentes VAR | Óscar Mejía García       |

|  |                    |     |     |
|  | Tiros              | 7   | 7   |
|  | Tiros a puerta     | 3   | 4   |
|  | Faltas             | 7   | 8   |
|  | Saques de esquina  | 7   | 3   |
|  | Penaltis           | 1   | 0   |
|  | Fueras de juego    | 1   | 1   |
|  | Posesión del balón | 64% | 36% |

| 23    | POR   | Kevin Mier        |     |
| 18    | DEF   | Rodrigo Huescas   |     |
| 4     | DEF   | Willer Ditta      |     |
| 3     | DEF   | Carlos Salcedo    |     |
| 33    | DEF   | Gonzalo Piovi     |     |
| 29    | DEF   | Carlos Rotondi    | 76' |
| 15    | MED   | Ignacio Rivero    |     |
| 19    | MED   | Carlos Rodríguez  |     |
| 8     | MED   | Lorenzo Faravelli | 71' |
| 14    | MED   | Alexis Gutiérrez  |     |
| 7     | DEL   | Uriel Antuna      | 82' |
| D. T. | D. T. | Martín Anselmi    |     |

| 1     | POR   | Luis Malagón        |       |
| 3     | DEF   | Israel Reyes        |       |
| 31    | DEF   | Igor Lichnovsky     |       |
| 29    | DEF   | Ramón Juárez        |       |
| 18    | DEF   | Cristian Calderón   |       |
| 6     | MED   | Jonathan dos Santos |       |
| 8     | MED   | Álvaro Fidalgo      | 90+6' |
| 17    | MED   | Alejandro Zendejas  |       |
| 10    | MED   | Diego Valdés        | 86'   |
| 33    | MED   | Julián Quiñones     | 86'   |
| 21    | DEL   | Henry Martín        | 78'   |
| D. T. | D. T. | André Jardine       |       |

| 9  | Delantero      | Ángel Sepúlveda | 71' |
| 6  | Centrocampista | Erik Lira       | 76' |
| 13 | Defensa        | Camilo Cándido  | 82' |

| 7  | Delantero      | Brian Rodríguez  | 78'   |
| 20 | Centrocampista | Richard Sánchez  | 86'   |
| 24 | Delantero      | Javairô Dilrosun | 86'   |
| 26 | Centrocampista | Salvador Reyes   | 90+6' |

| 9' | Uriel Antuna | 1:0 |

| 16' | Julián Quiñones | 1:1 |

| Principal  | Fernando Hernández Gómez         |
| Asistentes | Michel Alejandro Morales Morales |
|            | Enedina Caudillo Gómez           |
| Cuarto     | Luis Enrique Santander Aguirre   |

| VAR            | Guillermo Pacheco Larios |
| Asistentes VAR | Óscar Mejía García       |

|  |                    |     |     |
|  | Tiros              | 7   | 7   |
|  | Tiros a puerta     | 3   | 4   |
|  | Faltas             | 7   | 8   |
|  | Saques de esquina  | 7   | 3   |
|  | Penaltis           | 1   | 0   |
|  | Fueras de juego    | 1   | 1   |
|  | Posesión del balón | 64% | 36% |

| 23    | POR   | Kevin Mier        |     |
| 18    | DEF   | Rodrigo Huescas   |     |
| 4     | DEF   | Willer Ditta      |     |
| 3     | DEF   | Carlos Salcedo    |     |
| 33    | DEF   | Gonzalo Piovi     |     |
| 29    | DEF   | Carlos Rotondi    | 76' |
| 15    | MED   | Ignacio Rivero    |     |
| 19    | MED   | Carlos Rodríguez  |     |
| 8     | MED   | Lorenzo Faravelli | 71' |
| 14    | MED   | Alexis Gutiérrez  |     |
| 7     | DEL   | Uriel Antuna      | 82' |
| D. T. | D. T. | Martín Anselmi    |     |

| 1     | POR   | Luis Malagón        |       |
| 3     | DEF   | Israel Reyes        |       |
| 31    | DEF   | Igor Lichnovsky     |       |
| 29    | DEF   | Ramón Juárez        |       |
| 18    | DEF   | Cristian Calderón   |       |
| 6     | MED   | Jonathan dos Santos |       |
| 8     | MED   | Álvaro Fidalgo      | 90+6' |
| 17    | MED   | Alejandro Zendejas  |       |
| 10    | MED   | Diego Valdés        | 86'   |
| 33    | MED   | Julián Quiñones     | 86'   |
| 21    | DEL   | Henry Martín        | 78'   |
| D. T. | D. T. | André Jardine       |       |

| 9  | Delantero      | Ángel Sepúlveda | 71' |
| 6  | Centrocampista | Erik Lira       | 76' |
| 13 | Defensa        | Camilo Cándido  | 82' |

| 7  | Delantero      | Brian Rodríguez  | 78'   |
| 20 | Centrocampista | Richard Sánchez  | 86'   |
| 24 | Delantero      | Javairô Dilrosun | 86'   |
| 26 | Centrocampista | Salvador Reyes   | 90+6' |

| 9' | Uriel Antuna | 1:0 |

| 16' | Julián Quiñones | 1:1 |

| Principal  | Fernando Hernández Gómez         |
| Asistentes | Michel Alejandro Morales Morales |
|            | Enedina Caudillo Gómez           |
| Cuarto     | Luis Enrique Santander Aguirre   |

| VAR            | Guillermo Pacheco Larios |
| Asistentes VAR | Óscar Mejía García       |

|  |                    |     |     |
|  | Tiros              | 7   | 7   |
|  | Tiros a puerta     | 3   | 4   |
|  | Faltas             | 7   | 8   |
|  | Saques de esquina  | 7   | 3   |
|  | Penaltis           | 1   | 0   |
|  | Fueras de juego    | 1   | 1   |
|  | Posesión del balón | 64% | 36% |

| 23    | POR   | Kevin Mier        |     |
| 18    | DEF   | Rodrigo Huescas   |     |
| 4     | DEF   | Willer Ditta      |     |
| 3     | DEF   | Carlos Salcedo    |     |
| 33    | DEF   | Gonzalo Piovi     |     |
| 29    | DEF   | Carlos Rotondi    | 76' |
| 15    | MED   | Ignacio Rivero    |     |
| 19    | MED   | Carlos Rodríguez  |     |
| 8     | MED   | Lorenzo Faravelli | 71' |
| 14    | MED   | Alexis Gutiérrez  |     |
| 7     | DEL   | Uriel Antuna      | 82' |
| D. T. | D. T. | Martín Anselmi    |     |

| 1     | POR   | Luis Malagón        |       |
| 3     | DEF   | Israel Reyes        |       |
| 31    | DEF   | Igor Lichnovsky     |       |
| 29    | DEF   | Ramón Juárez        |       |
| 18    | DEF   | Cristian Calderón   |       |
| 6     | MED   | Jonathan dos Santos |       |
| 8     | MED   | Álvaro Fidalgo      | 90+6' |
| 17    | MED   | Alejandro Zendejas  |       |
| 10    | MED   | Diego Valdés        | 86'   |
| 33    | MED   | Julián Quiñones     | 86'   |
| 21    | DEL   | Henry Martín        | 78'   |
| D. T. | D. T. | André Jardine       |       |

| 9  | Delantero      | Ángel Sepúlveda | 71' |
| 6  | Centrocampista | Erik Lira       | 76' |
| 13 | Defensa        | Camilo Cándido  | 82' |

| 7  | Delantero      | Brian Rodríguez  | 78'   |
| 20 | Centrocampista | Richard Sánchez  | 86'   |
| 24 | Delantero      | Javairô Dilrosun | 86'   |
| 26 | Centrocampista | Salvador Reyes   | 90+6' |

| 9' | Uriel Antuna | 1:0 |

| 16' | Julián Quiñones | 1:1 |

| Principal  | Fernando Hernández Gómez         |
| Asistentes | Michel Alejandro Morales Morales |
|            | Enedina Caudillo Gómez           |
| Cuarto     | Luis Enrique Santander Aguirre   |

| VAR            | Guillermo Pacheco Larios |
| Asistentes VAR | Óscar Mejía García       |

|  |                    |     |     |
|  | Tiros              | 7   | 7   |
|  | Tiros a puerta     | 3   | 4   |
|  | Faltas             | 7   | 8   |
|  | Saques de esquina  | 7   | 3   |
|  | Penaltis           | 1   | 0   |
|  | Fueras de juego    | 1   | 1   |
|  | Posesión del balón | 64% | 36% |

#### Final - Vuelta
| 1     | POR   | Luis Malagón        |       |
| 3     | DEF   | Israel Reyes        |       |
| 31    | DEF   | Igor Lichnovsky     |       |
| 29    | DEF   | Ramón Juárez        |       |
| 18    | DEF   | Cristian Calderón   |       |
| 6     | MED   | Jonathan dos Santos |       |
| 8     | MED   | Álvaro Fidalgo      |       |
| 17    | MED   | Alejandro Zendejas  |       |
| 10    | MED   | Diego Valdés        | 87'   |
| 33    | MED   | Julián Quiñones     |       |
| 21    | DEL   | Henry Martín        | 90+3' |
| D. T. | D. T. | André Jardine       |       |

| 23    | POR   | Kevin Mier        |       |
| 18    | DEF   | Rodrigo Huescas   | 90+5' |
| 4     | DEF   | Willer Ditta      |       |
| 3     | DEF   | Carlos Salcedo    | 84'   |
| 33    | DEF   | Gonzalo Piovi     |       |
| 29    | DEF   | Carlos Rotondi    | 88'   |
| 7     | MED   | Uriel Antuna      |       |
| 8     | MED   | Lorenzo Faravelli | 88'   |
| 19    | MED   | Carlos Rodríguez  |       |
| 15    | MED   | Ignacio Rivero    |       |
| 9     | DEL   | Ángel Sepúlveda   |       |
| D. T. | D. T. | Martín Anselmi    |       |

| 20 | Centrocampista | Richard Sánchez | 87'   |
| 26 | Centrocampista | Salvador Reyes  | 90+3' |

| 14  | Centrocampista | Alexis Gutiérrez | 84'   |
| 13  | Defensa        | Camilo Cándido   | 88'   |
| 268 | Delantero      | Mateo Levy       | 88'   |
| 210 | Delantero      | Bryan Gamboa     | 90+5' |

| 77' | Henry Martín | 1:0 |

| 59' · 79' · 80' | Israel Reyes Henry Martín Julián Quiñones |

| 37' | Carlos Rotondi |

| Principal  | Marco Antonio Ortiz Nava       |
| Asistentes | Michel Ricardo Espinoza Ávalos |
|            | Jorge Antonio Sánchez Espinoza |
| Cuarto     | Daniel Quintero Huitrón        |

| VAR            | Erick Yair Miranda Galindo       |
| Asistentes VAR | Christian Kiabek Espinosa Zavala |

|  |                    |     |     |
|  | Tiros              | 11  | 13  |
|  | Tiros a puerta     | 5   | 5   |
|  | Faltas             | 7   | 10  |
|  | Saques de esquina  | 3   | 6   |
|  | Penaltis           | 1   | 0   |
|  | Fueras de juego    | 1   | 2   |
|  | Posesión del balón | 47% | 53% |

| 1     | POR   | Luis Malagón        |       |
| 3     | DEF   | Israel Reyes        |       |
| 31    | DEF   | Igor Lichnovsky     |       |
| 29    | DEF   | Ramón Juárez        |       |
| 18    | DEF   | Cristian Calderón   |       |
| 6     | MED   | Jonathan dos Santos |       |
| 8     | MED   | Álvaro Fidalgo      |       |
| 17    | MED   | Alejandro Zendejas  |       |
| 10    | MED   | Diego Valdés        | 87'   |
| 33    | MED   | Julián Quiñones     |       |
| 21    | DEL   | Henry Martín        | 90+3' |
| D. T. | D. T. | André Jardine       |       |

| 23    | POR   | Kevin Mier        |       |
| 18    | DEF   | Rodrigo Huescas   | 90+5' |
| 4     | DEF   | Willer Ditta      |       |
| 3     | DEF   | Carlos Salcedo    | 84'   |
| 33    | DEF   | Gonzalo Piovi     |       |
| 29    | DEF   | Carlos Rotondi    | 88'   |
| 7     | MED   | Uriel Antuna      |       |
| 8     | MED   | Lorenzo Faravelli | 88'   |
| 19    | MED   | Carlos Rodríguez  |       |
| 15    | MED   | Ignacio Rivero    |       |
| 9     | DEL   | Ángel Sepúlveda   |       |
| D. T. | D. T. | Martín Anselmi    |       |

| 20 | Centrocampista | Richard Sánchez | 87'   |
| 26 | Centrocampista | Salvador Reyes  | 90+3' |

| 14  | Centrocampista | Alexis Gutiérrez | 84'   |
| 13  | Defensa        | Camilo Cándido   | 88'   |
| 268 | Delantero      | Mateo Levy       | 88'   |
| 210 | Delantero      | Bryan Gamboa     | 90+5' |

| 77' | Henry Martín | 1:0 |

| 59' · 79' · 80' | Israel Reyes Henry Martín Julián Quiñones |

| 37' | Carlos Rotondi |

| Principal  | Marco Antonio Ortiz Nava       |
| Asistentes | Michel Ricardo Espinoza Ávalos |
|            | Jorge Antonio Sánchez Espinoza |
| Cuarto     | Daniel Quintero Huitrón        |

| VAR            | Erick Yair Miranda Galindo       |
| Asistentes VAR | Christian Kiabek Espinosa Zavala |

|  |                    |     |     |
|  | Tiros              | 11  | 13  |
|  | Tiros a puerta     | 5   | 5   |
|  | Faltas             | 7   | 10  |
|  | Saques de esquina  | 3   | 6   |
|  | Penaltis           | 1   | 0   |
|  | Fueras de juego    | 1   | 2   |
|  | Posesión del balón | 47% | 53% |

| 1     | POR   | Luis Malagón        |       |
| 3     | DEF   | Israel Reyes        |       |
| 31    | DEF   | Igor Lichnovsky     |       |
| 29    | DEF   | Ramón Juárez        |       |
| 18    | DEF   | Cristian Calderón   |       |
| 6     | MED   | Jonathan dos Santos |       |
| 8     | MED   | Álvaro Fidalgo      |       |
| 17    | MED   | Alejandro Zendejas  |       |
| 10    | MED   | Diego Valdés        | 87'   |
| 33    | MED   | Julián Quiñones     |       |
| 21    | DEL   | Henry Martín        | 90+3' |
| D. T. | D. T. | André Jardine       |       |

| 23    | POR   | Kevin Mier        |       |
| 18    | DEF   | Rodrigo Huescas   | 90+5' |
| 4     | DEF   | Willer Ditta      |       |
| 3     | DEF   | Carlos Salcedo    | 84'   |
| 33    | DEF   | Gonzalo Piovi     |       |
| 29    | DEF   | Carlos Rotondi    | 88'   |
| 7     | MED   | Uriel Antuna      |       |
| 8     | MED   | Lorenzo Faravelli | 88'   |
| 19    | MED   | Carlos Rodríguez  |       |
| 15    | MED   | Ignacio Rivero    |       |
| 9     | DEL   | Ángel Sepúlveda   |       |
| D. T. | D. T. | Martín Anselmi    |       |

| 20 | Centrocampista | Richard Sánchez | 87'   |
| 26 | Centrocampista | Salvador Reyes  | 90+3' |

| 14  | Centrocampista | Alexis Gutiérrez | 84'   |
| 13  | Defensa        | Camilo Cándido   | 88'   |
| 268 | Delantero      | Mateo Levy       | 88'   |
| 210 | Delantero      | Bryan Gamboa     | 90+5' |

| 77' | Henry Martín | 1:0 |

| 59' · 79' · 80' | Israel Reyes Henry Martín Julián Quiñones |

| 37' | Carlos Rotondi |

| Principal  | Marco Antonio Ortiz Nava       |
| Asistentes | Michel Ricardo Espinoza Ávalos |
|            | Jorge Antonio Sánchez Espinoza |
| Cuarto     | Daniel Quintero Huitrón        |

| VAR            | Erick Yair Miranda Galindo       |
| Asistentes VAR | Christian Kiabek Espinosa Zavala |

|  |                    |     |     |
|  | Tiros              | 11  | 13  |
|  | Tiros a puerta     | 5   | 5   |
|  | Faltas             | 7   | 10  |
|  | Saques de esquina  | 3   | 6   |
|  | Penaltis           | 1   | 0   |
|  | Fueras de juego    | 1   | 2   |
|  | Posesión del balón | 47% | 53% |

| 1     | POR   | Luis Malagón        |       |
| 3     | DEF   | Israel Reyes        |       |
| 31    | DEF   | Igor Lichnovsky     |       |
| 29    | DEF   | Ramón Juárez        |       |
| 18    | DEF   | Cristian Calderón   |       |
| 6     | MED   | Jonathan dos Santos |       |
| 8     | MED   | Álvaro Fidalgo      |       |
| 17    | MED   | Alejandro Zendejas  |       |
| 10    | MED   | Diego Valdés        | 87'   |
| 33    | MED   | Julián Quiñones     |       |
| 21    | DEL   | Henry Martín        | 90+3' |
| D. T. | D. T. | André Jardine       |       |

| 23    | POR   | Kevin Mier        |       |
| 18    | DEF   | Rodrigo Huescas   | 90+5' |
| 4     | DEF   | Willer Ditta      |       |
| 3     | DEF   | Carlos Salcedo    | 84'   |
| 33    | DEF   | Gonzalo Piovi     |       |
| 29    | DEF   | Carlos Rotondi    | 88'   |
| 7     | MED   | Uriel Antuna      |       |
| 8     | MED   | Lorenzo Faravelli | 88'   |
| 19    | MED   | Carlos Rodríguez  |       |
| 15    | MED   | Ignacio Rivero    |       |
| 9     | DEL   | Ángel Sepúlveda   |       |
| D. T. | D. T. | Martín Anselmi    |       |

| 20 | Centrocampista | Richard Sánchez | 87'   |
| 26 | Centrocampista | Salvador Reyes  | 90+3' |

| 14  | Centrocampista | Alexis Gutiérrez | 84'   |
| 13  | Defensa        | Camilo Cándido   | 88'   |
| 268 | Delantero      | Mateo Levy       | 88'   |
| 210 | Delantero      | Bryan Gamboa     | 90+5' |

| 77' | Henry Martín | 1:0 |

| 59' · 79' · 80' | Israel Reyes Henry Martín Julián Quiñones |

| 37' | Carlos Rotondi |

| Principal  | Marco Antonio Ortiz Nava       |
| Asistentes | Michel Ricardo Espinoza Ávalos |
|            | Jorge Antonio Sánchez Espinoza |
| Cuarto     | Daniel Quintero Huitrón        |

| VAR            | Erick Yair Miranda Galindo       |
| Asistentes VAR | Christian Kiabek Espinosa Zavala |

|  |                    |     |     |
|  | Tiros              | 11  | 13  |
|  | Tiros a puerta     | 5   | 5   |
|  | Faltas             | 7   | 10  |
|  | Saques de esquina  | 3   | 6   |
|  | Penaltis           | 1   | 0   |
|  | Fueras de juego    | 1   | 2   |
|  | Posesión del balón | 47% | 53% |

| Campeón Clausura 2024 |
| --------------------- |
|                       |
| América               |
| 15.° título           |

## Estadísticas

### Clasificación juego limpio
- Datos según la página oficial.
- Fecha de actualización: 28 de abril de 2024

| Lugar                                | Club                                 |          |          |          | Puntos   |
| ------------------------------------ | ------------------------------------ | -------- | -------- | -------- | -------- |
| 1                                    | Mazatlán                             | 28       | 0        | 2        | 34       |
| 2                                    | Toluca                               | 35       | 0        | 0        | 35       |
| 3                                    | Monterrey                            | 26       | 0        | 3        | 35       |
| 4                                    | América                              | 30       | 0        | 2        | 36       |
| 5                                    | Juárez                               | 38       | 0        | 0        | 38       |
| 6                                    | Atlético de San Luis                 | 35       | 1        | 1        | 41       |
| 7                                    | Cruz Azul                            | 37       | 1        | 1        | 43       |
| 8                                    | Santos Laguna                        | 37       | 1        | 2        | 46       |
| 9                                    | Tijuana                              | 48       | 0        | 0        | 48       |
| 10                                   | Tigres UANL                          | 34       | 0        | 5        | 49       |
| 11                                   | Puebla                               | 37       | 0        | 4        | 49       |
| 12                                   | León                                 | 29       | 0        | 7        | 50       |
| 13                                   | Guadalajara                          | 46       | 1        | 2        | 55       |
| 14                                   | Pumas UNAM                           | 44       | 0        | 5        | 59       |
| 15                                   | Pachuca                              | 48       | 1        | 3        | 60       |
| 16                                   | Atlas                                | 37       | 2        | 6        | 61       |
| 17                                   | Querétaro                            | 51       | 3        | 1        | 63       |
| 18                                   | Necaxa                               | 45       | 2        | 6        | 69       |
| Primera Tarjeta Amarilla             | Primera Tarjeta Amarilla             | 1 punto  | 1 punto  | 1 punto  | 1 punto  |
| Segunda Tarjeta Amarilla y Expulsión | Segunda Tarjeta Amarilla y Expulsión | 3 puntos | 3 puntos | 3 puntos | 3 puntos |
| Tarjeta Roja Directa                 | Tarjeta Roja Directa                 | 3 puntos | 3 puntos | 3 puntos | 3 puntos |

### Máximos goleadores
Lista con los máximos goleadores del torneo.
- Datos según la página oficial.

Fecha de actualización: 28 de abril de 2024
| Pos. | Jugador         | Club        | Goles | Part. | Prom. | Min. | M/G    |
| ---- | --------------- | ----------- | ----- | ----- | ----- | ---- | ------ |
| 1º   | Uriel Antuna    | Cruz Azul   | 8     | 17    | 0.47  | 1460 | 182.5  |
| =    | Salomón Rondón  | Pachuca     | 8     | 17    | 0.47  | 1291 | 161.38 |
| =    | Diber Cambindo  | Necaxa      | 8     | 14    | 0.57  | 1057 | 132.13 |
| =    | Federico Viñas  | León        | 8     | 17    | 0.47  | 1458 | 182.25 |
| 5º   | Sergio Canales  | Monterrey   | 7     | 16    | 0.44  | 1059 | 151.29 |
| =    | Juan Brunetta   | Tigres UANL | 7     | 17    | 0.41  | 1215 | 173.57 |
| =    | Luis Amarilla   | Mazatlán    | 7     | 17    | 0.41  | 1263 | 180.43 |
| 8º   | Henry Martín    | América     | 6     | 14    | 0.43  | 929  | 154.83 |
| =    | Julián Quiñones | América     | 6     | 15    | 0.4   | 939  | 156.5  |
| =    | Alexis Vega     | Toluca      | 6     | 13    | 0.46  | 979  | 163.17 |
| =    | Jean Meneses    | Toluca      | 6     | 17    | 0.35  | 1248 | 208    |
| =    | Brandon Vazquez | Monterrey   | 6     | 15    | 0.4   | 747  | 124.5  |
| =    | Víctor Guzmán   | Guadalajara | 6     | 14    | 0.43  | 893  | 148.83 |

#### Tripletes o más
| Jugador          | Local       | Resultado | Visita  | Goles       | Fecha               | Jornada    |
| ---------------- | ----------- | --------- | ------- | ----------- | ------------------- | ---------- |
| Christian Rivera | Pumas UNAM  | 3 – 3     | Tijuana | 28' 53' 75' | 10 de marzo de 2024 | Jornada 11 |
| Marcelo Flores   | Tigres UANL | 5 – 2     | Necaxa  | 58' 62' 68' | 20 de abril de 2024 | Jornada 16 |

### Máximos asistentes
- Datos según SoccerWay.

Fecha de actualización: 28 de abril de 2024
| Pos. | Jugador          | Club        | Asistencias | Part. | Prom. | Min. | M/A    |
| ---- | ---------------- | ----------- | ----------- | ----- | ----- | ---- | ------ |
| 1º   | Oussama Idrissi  | Pachuca     | 8           | 16    | 0.5   | 1170 | 146.25 |
| 2º   | César Huerta     | Pumas UNAM  | 7           | 15    | 0.47  | 1195 | 170.71 |
| 3º   | Ricardo Monreal  | Necaxa      | 6           | 16    | 0.38  | 959  | 159.83 |
| 4º   | Roberto Alvarado | Guadalajara | 5           | 17    | 0.29  | 1507 | 301.4  |
| =    | Pablo Barrera    | Querétaro   | 5           | 17    | 0.29  | 1434 | 286.8  |
| =    | Jean Meneses     | Toluca      | 5           | 17    | 0.29  | 1248 | 249.6  |
| 7º   | Efraín Álvarez   | Tijuana     | 4           | 12    | 0.33  | 821  | 205.25 |
| =    | Juan Brunetta    | Tigres UANL | 4           | 17    | 0.24  | 1215 | 303.75 |
| =    | Sergio Canales   | Monterrey   | 4           | 16    | 0.25  | 1059 | 264.75 |
| =    | Brian García     | Toluca      | 4           | 17    | 0.24  | 1383 | 345.75 |

### Asistencia
Lista con la asistencia de los partidos y equipos Liga BBVA MX.

Datos actualizados a 28 de abril de 2024

#### Por equipo
En los promedios solamente se cuentan los partidos que contaron con asistencia de público.
| Pos                | Equipo               | Total     | Media  | Más alta | Más baja | % de Ocupación media |
| ------------------ | -------------------- | --------- | ------ | -------- | -------- | -------------------- |
| 1                  | Monterrey            | 388,970   | 43,219 | 51,348   | 32,263   | 84.17%               |
| 2                  | América              | 295,136   | 42,162 | 65,644   | 18,199   | 52.01%               |
| 3                  | Tigres UANL          | 311,091   | 38,886 | 41,036   | 34,731   | 92.84%               |
| 4                  | Guadalajara          | 290,357   | 36,295 | 42,650   | 33,541   | 78.51%               |
| 5                  | Cruz Azul            | 239,694   | 26,633 | 67,623   | 13,585   | 67.50%               |
| 6                  | Pumas UNAM           | 229,343   | 25,483 | 44,670   | 17,488   | 43.60%               |
| 7                  | Toluca               | 201,946   | 25,243 | 27,273   | 21,297   | 92.56%               |
| 8                  | León                 | 182,965   | 22,871 | 27,032   | 18,271   | 73.08%               |
| 9                  | Atlas                | 204,236   | 20,424 | 40,694   | 10,750   | 37.12%               |
| 10                 | Tijuana              | 163,064   | 20,383 | 29,533   | 14,333   | 69.02%               |
| 11                 | Necaxa               | 157,956   | 17,551 | 20,837   | 13,663   | 73.58%               |
| 12                 | Puebla               | 157,256   | 17,473 | 42,320   | 9,480    | 36.63%               |
| 13                 | Atlético de San Luis | 137,441   | 17,180 | 22,262   | 12,581   | 60.43%               |
| 14                 | Santos               | 132,820   | 16,603 | 28,596   | 9,550    | 57.05%               |
| 15                 | Pachuca              | 145,755   | 16,195 | 20,804   | 9,205    | 62.48%               |
| 16                 | Querétaro            | 132,982   | 14,776 | 26,265   | 8,784    | 43.29%               |
| 17                 | Juárez               | 105,341   | 11,705 | 17,418   | 9,169    | 59.40%               |
| 18                 | Mazatlán             | 90,616    | 11,327 | 17,787   | 8,957    | 56.09%               |
| Totales del Torneo | Totales del Torneo   | 3,566,969 | 23,314 | 67,623   | 8,784    | 60.93%               |

#### Por jornada
El listado excluye los partidos que fueron disputados a puerta cerrada.
| 1     | 207,798   | 23,089 | 63.11% | Guadalajara vs Santos Laguna (36,743)      | Mazatlán vs Atlético de San Luis (9,510)  |
| 2     | 187,407   | 20,823 | 52.63% | Tigres UANL vs Guadalajara (40,283)        | Puebla vs Necaxa (11,272)                 |
| 3     | 201,109   | 22,345 | 55.01% | Monterrey vs Atlético de San Luis (44,386) | Querétaro vs Tigres UANL (14,846)         |
| 4     | 169,584   | 18,843 | 54.07% | Guadalajara vs Toluca (35,998)             | Mazatlán vs León (9,150)                  |
| 5     | 199,866   | 22,207 | 55.34% | América vs Monterrey (41,158)              | Juárez vs Necaxa (9,197)                  |
| 6     | 199,217   | 22,135 | 61.44% | Monterrey vs Pachuca (46,211)              | Mazatlán vs Atlas (8,957)                 |
| 7     | 180,747   | 20,083 | 55.20% | Monterrey vs Toluca (46,189)               | Juárez vs Puebla (9,169)                  |
| 8     | 228,857   | 25,429 | 65.74% | América vs Cruz Azul (59,032)              | Puebla vs Querétaro (9,480)               |
| 9     | 175,657   | 19,517 | 47.25% | Tigres UANL vs Juárez (34,731)             | Querétaro vs Atlético de San Luis (8,784) |
| 10    | 253,974   | 28,219 | 71.96% | Cruz Azul vs Guadalajara (67,623)          | Mazatlán vs Necaxa (11,480)               |
| 11    | 216,340   | 24,038 | 56.43% | América vs Tigres UANL (45,063)            | Puebla vs Atlas (10,051)                  |
| 12    | 217,846   | 24,205 | 66.41% | Guadalajara vs América (42,650)            | Querétaro vs Juárez (9,603)               |
| 13    | 215,698   | 23,966 | 56.28% | Monterrey vs Guadalajara (46,165)          | Mazatlán vs Tijuana (11,218)              |
| 14    | 207,892   | 23,099 | 72.13% | Tigres UANL vs Pachuca (38,147)            | Mazatlán vs Pumas UNAM (12,620)           |
| 15    | 242,015   | 26,891 | 60.93% | América vs Toluca (65,644)                 | Juárez vs Tijuana (10,076)                |
| 16    | 224,162   | 24,907 | 70.19% | Pumas UNAM vs América (44,670)             | Mazatlán vs Juárez (9,894)                |
| 17    | 238,800   | 26,533 | 78.40% | Puebla vs América (42,320)                 | Juárez vs León (10,077)                   |
| Total | 3,566,969 | 23,314 | 60.93% | Cruz Azul vs Guadalajara (67,623)          | Querétaro vs Atlético de San Luis (8,784) |